# Женское избирательное право в США

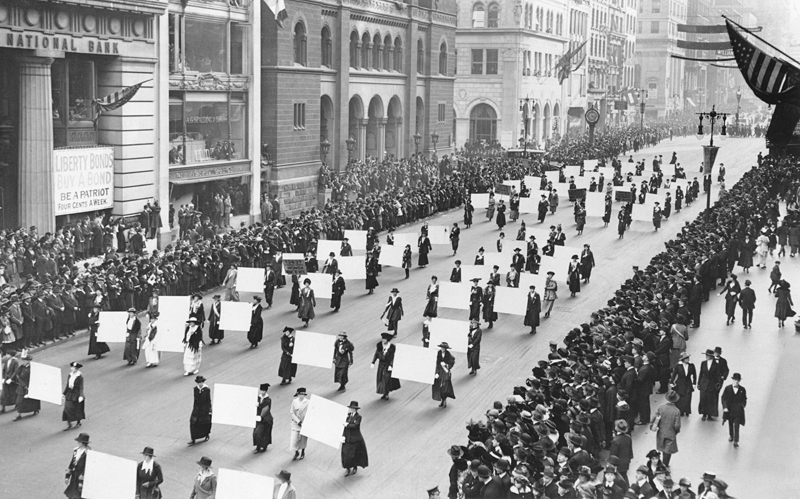
Марш женщин-суфражисток в Нью-Йорке в 1917 году. Участницы несли плакаты с подписями более миллиона женщин

Женское избирательное право в США на законодательном уровне устанавливалось более пятидесяти лет, сперва в различных штатах и населенных пунктах, иногда на ограниченной основе, а затем в 1920 году было закреплено на национальном уровне.
Требование избирательного права женщин начало набирать силу в 1840-х годах, возникнув из более широкого движения за права женщин. В 1848 году конференция в Сенека-Фолсе, первый съезд по правам женщин, приняла резолюцию в пользу женского избирательного права, несмотря на сопротивление некоторых его организаторов, которые считали эту идею слишком экстремальной. Однако к моменту проведения первого Национального съезда по правам женщин в 1850 году избирательное право становилось все более важным аспектом деятельности движения.
Первые национальные организации по избирательному праву были созданы в 1869 году, когда образовались две конкурирующие организации, одну из которых возглавили Сьюзен Б. Энтони и Элизабет Кейди Стэнтон, а другую — Люси Стоун и Фрэнсис Эллен Уоткинс Харпер. После нескольких лет соперничества они объединились в 1890 году в Национальную американскую женскую суфражистскую ассоциацию (NAWSA), ведущей силой которой была Сьюзен Б. Энтони. Женский христианский союз воздержания (WCTU), который был крупнейшей женской организацией в то время, был создан в 1873 году и также выступал за избирательное право для женщин, что дало огромный толчок движению.
Надеясь, что Верховный суд США примет решение о том, что женщины имеют конституционное право голоса, суфражистки предприняли несколько попыток проголосовать в начале 1870-х годов, а затем подали судебные иски, когда им отказали. Сьюзен Б. Энтони действительно удалось проголосовать в 1872 году, но за этот поступок она была арестована и признана виновной в ходе широко освещавшегося судебного процесса, который придал движению новый импульс. После того, как Верховный суд вынес против них решение в деле 1875 года «Минор против Хапперсета», суфражистки начали длившуюся десятилетиями кампанию за принятие поправки к Конституции США, которая предоставила бы женщинам право голоса. Однако большая часть энергии движения была направлена на борьбу за избирательное право на уровне отдельных штатов.
В 1916 году Элис Пол сформировала Национальную женскую партию (NWP), боевую группу, нацеленную на принятие национальной поправки об избирательном праве. Более 200 сторонников NWP, «Безмолвные стражи», были арестованы в 1917 году во время пикетирования Белого дома, некоторые из них объявили голодовку и подверглись принудительному кормлению после отправки в тюрьму. Под руководством Кэрри Чепмен Кэтт, NAWSA, насчитывающая два миллиона участников, также сделала своим главным приоритетом принятие национальной поправки об избирательном праве.
После серии голосований в Конгрессе США и законодательных органах штатов, которые проходили с большим трудом, 18 августа 1920 года Девятнадцатая поправка стала частью Конституции США. Она гласит:
Избирательное право граждан Соединенных Штатов не может быть отклонено или ущемлено Соединенными Штатами или каким-либо штатом по признаку пола

## Историческая справка

### Ранняя избирательная активность
Лидии Тафт (1712-1778), богатой вдове, было разрешено голосовать на городских собраниях в Аксбридже, штат Массачусетс, в 1756 году. Неизвестно, голосовали ли другие женщины в колониальную эпоху.
Конституция Нью-Джерси 1776 года предоставила право голоса всем взрослым жителям, владеющим определённым количеством имущества. Законы, принятые в 1790 и 1797 годах, называли избирателей «он или она», и женщины регулярно голосовали. Однако закон, принятый в 1807 году, лишил женщин права голоса в этом штате.
В 1838 году в Кентукки был принят первый общенациональный закон о женском избирательном праве в эпоху антебеллумов (после того, как Нью-Джерси лишил женщин избирательного права в 1807 году), который разрешал голосовать любой вдове или единственной женщине (юридически — главе семьи) старше 21 года, проживающей в новом округе и владеющей имуществом, подлежащим налогообложению для новой системы «общих школ».Это частичное избирательное право для женщин не было выражено только для белых.

### Возникновение движения за права женщин

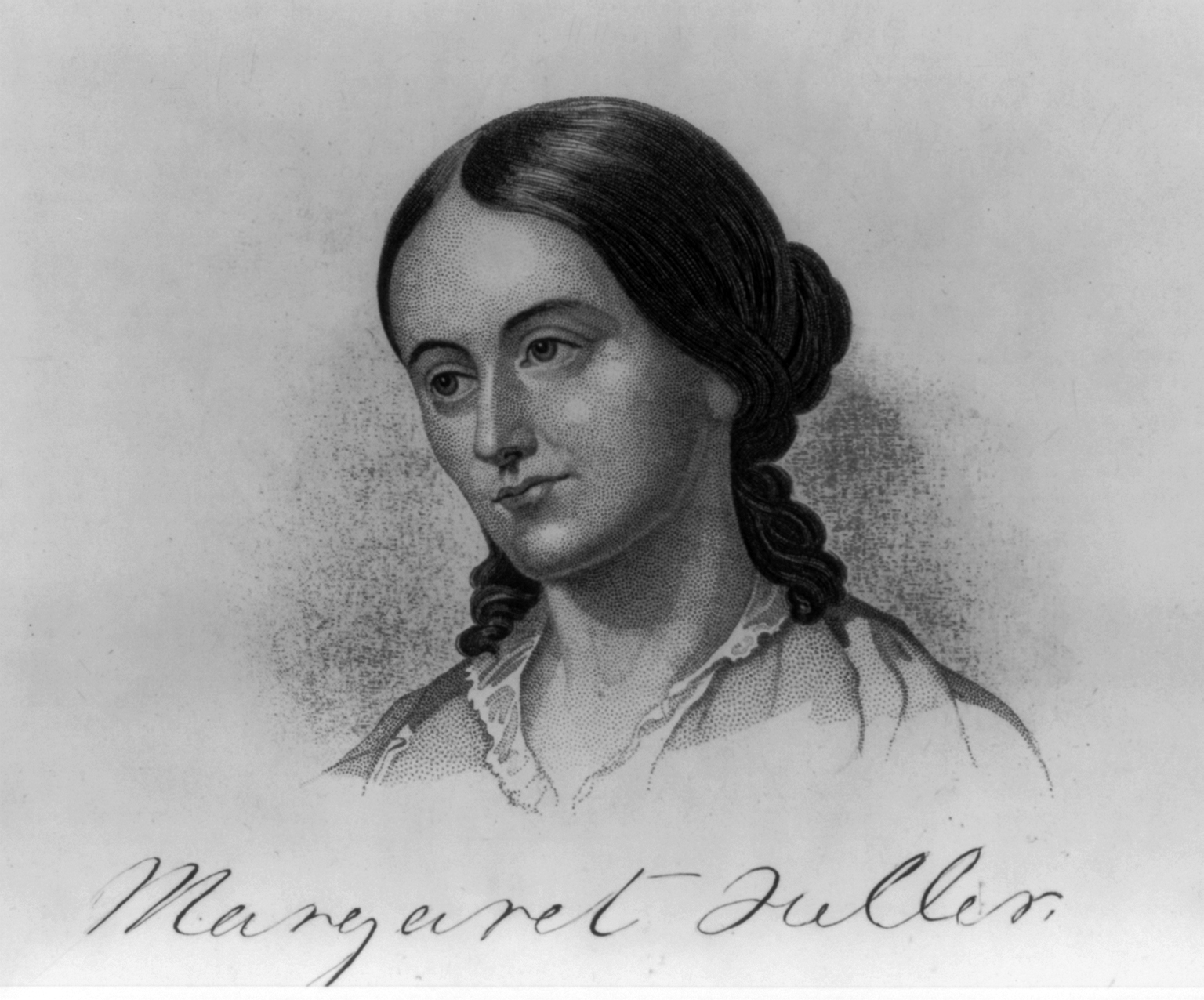
Маргарет Фуллер

Требование избирательного права для женщин возникло как часть более широкого движения за права женщин. В Великобритании в 1792 году Мэри Уоллстонкрафт написала новаторскую книгу «Оправдание прав женщины». В Бостоне в 1838 году Сара Гримке опубликовала книгу «Равенство полов и положение женщин», которая была широко распространена. В 1845 году Маргарет Фуллер опубликовала «Женщина в девятнадцатом веке», ключевой документ американского феминизма, который впервые появился в печатной форме в 1839 году в «Циферблате», трансценденталистском журнале, который редактировала М. Фуллер.
Однако прежде чем кампания за женское избирательное право набрала значительную силу, необходимо было преодолеть существенные препятствия. Одним из препятствий было сильное противодействие участию женщин в общественных делах, что не было полностью принято даже среди активистов реформ. Только после ожесточенных дебатов женщины были приняты в члены Американского антирабовладельческого общества на съезде 1839 года, а на следующем съезде организация раскололась, когда женщин стали назначать в комитеты.
Особенно сильной была оппозиция против идеи выступления женщин перед аудиториями, состоящими как из мужчин, так и женщин. Фрэнсис Райт, шотландка, подверглась резкой критике за публичные лекции в США в 1826 и 1827 годах. Когда сестры Гримке, родившиеся в рабовладельческой семье в Южной Каролине, выступили против рабства на северо-востоке в середине 1830-х годов, служители Конгрегационной церкви, являвшейся главной силой в этом регионе, опубликовали заявление с осуждением их действий. Несмотря на неодобрение, в 1838 году Анжелина Гримке выступила против рабства перед законодательным собранием Массачусетса, став первой женщиной в США, выступившей перед законодательным органом
Другие женщины начали выступать с публичными речами, особенно против рабства и в поддержку прав женщин. Среди первых женщин-ораторов были Эрнестина Роуз, еврейская иммигрантка из Польши; Лукреция Мотт, квакерская священница и аболиционистка; и Эбби Келли Фостер, квакерская аболиционистка. В конце 1840-х годов Люси Стоун начала свою карьеру оратора и вскоре стала самой известной женщиной-лектором. Поддерживая движения аболиционистов и права женщин, Стоун сыграла важную роль в уменьшении предубеждения против публичных выступлений женщин. Однако предрассудки оставались сильными.
Однако оппозиция оставалась сильной. Региональный съезд по защите прав женщин в Огайо в 1851 году был сорван противниками-мужчинами. Соджорнер Трут, которая произнесла на съезде свою знаменитую речь «Разве я не женщина?», в своем выступлении напрямую обратилась к некоторым из этих противников. Национальный съезд по правам женщин в 1852 году также был сорван, а действия толпы на съезде 1853 года были близки к насилию. Всемирная конвенция о воздержании в Нью-Йорке в 1853 году на три дня завязла в спорах о том, разрешат ли женщинам выступать на ней. Сьюзен Б. Энтони, лидер движения за избирательное право, позже сказала: «Ни один шаг, сделанный женщинами, не оспаривался так ожесточенно, как выступление на публике. Ни за что из того, что они пытались сделать, даже за обеспечение избирательного права, их так не оскорбляли, не осуждали и с ними не враждовали».
Законы, резко ограничивавшие самостоятельную деятельность замужних женщин, также создавали препятствия для кампании за избирательное право женщин. Согласно «Комментариям к законам Англии» Уильяма Блэкстоуна, авторитетному комментарию к английскому общему праву, на основе которого построена американская правовая система, «в браке муж и жена являются одним лицом в законе: то есть само существование или юридическое существование женщины приостанавливается на время брака», ссылаясь на правовую доктрину покрывательства, которая была введена в Англии норманнами в средние века. В 1862 году председатель Верховного суда Северной Каролины отказал в разводе женщине, муж которой бил её кнутом, заявив: «Закон дает мужу право применять такую степень силы, которая необходима для того, чтобы жена вела себя хорошо и знала свое место». Замужние женщины во многих штатах не могли законно подписывать контракты, что затрудняло им организацию залов для съездов, печати материалов и других вещей, необходимых для движения за избирательное право. Подобные ограничения были частично преодолены благодаря принятию в нескольких штатах законов о собственности замужних женщин, поддержанных в некоторых случаях состоятельными отцами, которые не хотели, чтобы наследство их дочерей перешло под полный контроль их мужей.
Настроения в пользу прав женщин были сильны в радикальном крыле аболиционистского движения. Уильям Ллойд Гаррисон, лидер Американского общества борьбы с рабством, сообщил: «Я сомневаюсь, что было начато более важное движение, касающееся судьбы расы, чем это в отношении равенства полов». Однако в то время аболиционистское движение привлекало лишь около одного процента населения, а радикальные аболиционисты были лишь одной частью этого движения.

### Ранняя поддержка женского избирательного права
Конституционный съезд штата Нью-Йорк в 1846 году получил петиции в поддержку избирательного права для женщин от жителей как минимум трех округов.
Несколько членов радикального крыла аболиционистского движения поддержали избирательное право. В 1846 году Сэмюэл Дж. Мэй, унитарианский священник и радикальный аболиционист, энергично поддержал избирательное право женщин в проповеди, которая позже была распространена как первая в серии трактатов о правах женщин. В 1846 году Лига Свободы, ответвление аболиционистской Партии Свободы, обратилась в Конгресс с просьбой предоставить женщинам избирательные права. На съезде Партии Свободы в Рочестере, штат Нью-Йорк, в мае 1848 года была принята резолюция, призывающая к «всеобщему избирательному праву в самом широком смысле, включая женщин и мужчин». Геррит Смит, кандидат в президенты, вскоре после этого выступил с речью на Национальном съезде Свободы в Буффало, штат Нью-Йорк, в которой подробно изложил призыв своей партии к избирательному праву для женщин. Лукреция Мотт была предложена в качестве кандидата в вице-президенты от партии — впервые в США женщина была предложена на федеральную исполнительную должность — и она получила пять голосов от делегатов на этом съезде.

### Ранние съезды по правам женщин
В то время вопрос о женском избирательном праве не был главной темой в движении за права женщин. Многие активисты движения были приверженцами гаррисоновского крыла аболиционистского движения, которое считало, что активисты должны избегать политической деятельности и сосредоточиться на убеждении других в своих взглядах с помощью «морального убеждения». Многие были квакерами, чьи традиции запрещали мужчинам и женщинам участвовать в светской политической деятельности.Ряд съездов по правам женщин во многом изменил эти взгляды.

#### Конференция в Сенека-Фолсе

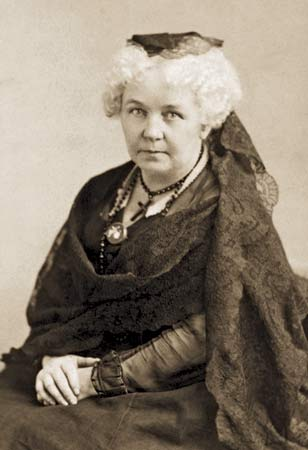
Элизабет Кейди Стэнтон

Первым съездом за права женщин стал съезд в Сенека-Фолсе, региональное мероприятие, состоявшееся 19 и 20 июля 1848 года в местечке Сенека-Фолс в районе Фингер-Лейкс в штате Нью-Йорк. Конференцию созвали пять женщин, четыре из которых были квакерскими общественными активистами, включая известную Лукрецию Мотт. Пятой была Элизабет Кейди Стэнтон, которая несколькими годами ранее обсуждала с Мотт необходимость организации борьбы за права женщин. Стэнтон, которая происходила из семьи, глубоко вовлеченной в политику, стала главной силой, убедившей женское движение в том, что политическое давление имеет решающее значение для достижения его целей, и что избирательное право является ключевым оружием. В этом двухдневном мероприятии, широко освещавшемся в прессе, приняли участие около 300 женщин и мужчин. Единственной резолюцией, не принятой съездом единогласно, была резолюция с требованием предоставить женщинам право голоса, которую представила Стэнтон. Когда её муж, известный социальный реформатор, узнал, что она намерена внести эту резолюцию, он отказался присутствовать на съезде и обвинил её в том, что она действует таким образом, что разбирательство превращается в фарс. Лукреция Мотт, главный оратор, также была встревожена этим предложением. Резолюция была принята только после того, как Фредерик Дуглас, лидер аболиционистов и бывший раб, решительно поддержал её. Декларация настроений съезда, написанная в основном Стэнтон, выражала намерение создать движение за права женщин и включала список претензий, первые две из которых выражали протест против отсутствия избирательного права у женщин. Претензии, направленные на правительство США, «требовали реформы правительства и изменения ролей и поведения мужчин, которые способствовали неравенству женщин».
За этим съездом через две недели последовал Рочестерский съезд за права женщин 1848 года, на котором выступали многие из тех же ораторов и который также проголосовал за поддержку женского избирательного права. Это был первый съезд по правам женщин, на котором председательствовала женщина, что в то время считалось радикальным шагом. За этой встречей последовал съезд женщин штата Огайо в Салеме в 1850 году. Это был первый съезд по правам женщин, организованный на уровне штата, который также поддержал избирательное право женщин.

#### Национальные конференции
Первый из серии национальных съездов по правам женщин состоялся в Вустере, штат Массачусетс, 23-24 октября 1850 года по инициативе Люси Стоун и Полины Райт-Дэвис. После этого национальные съезды проводились почти каждый год до 1860 года, когда Гражданская война (1861-1865) прервала эту практику. На первом национальном съезде Стоун выступила с речью, в которой содержался призыв обращаться в законодательные органы штатов с петициями о предоставлении избирательного права.

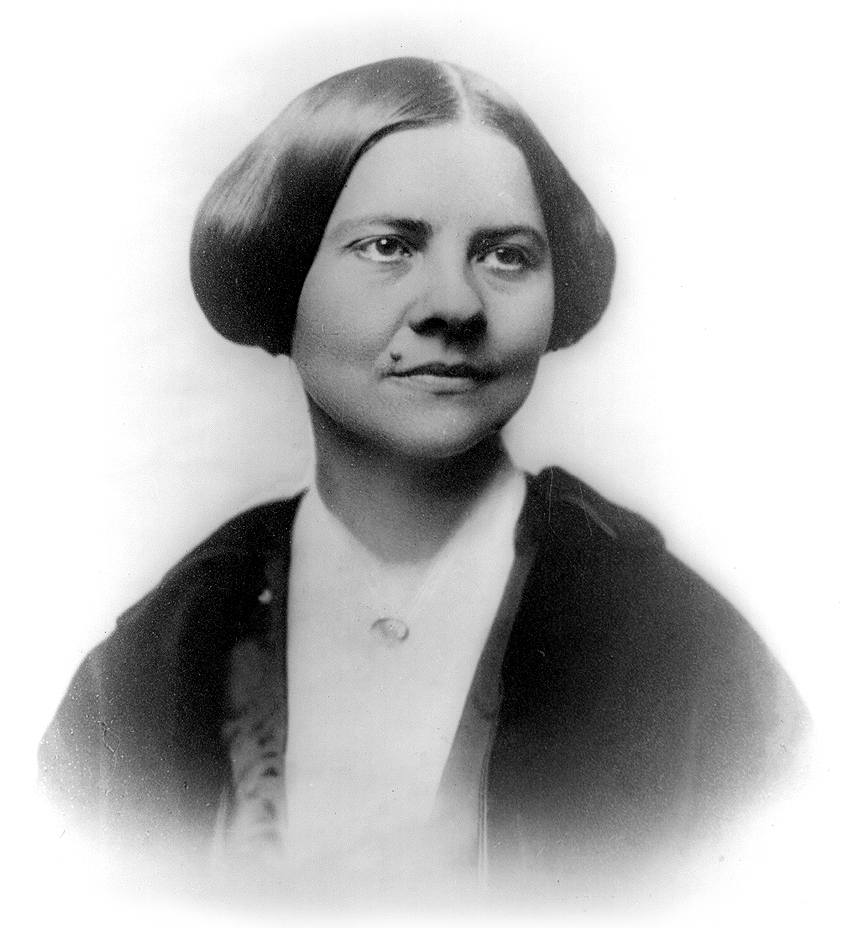
Люси Стоун

Сообщения об этом съезде достигли Великобритании, что побудило Гарриет Тейлор, которая вскоре вышла замуж за философа Джона Стюарта Милля, написать эссе под названием «Ущемление прав женщин», которое было опубликовано в «Вестминстерском обозрении». Возвестив о начале женского движения в США, эссе Тейлор помогло инициировать аналогичное движение в Великобритании. В США её эссе было перепечатано в качестве трактата о правах женщин и продавалось десятилетиями.
Уэнделл Филлипс, выдающийся аболиционист и защитник прав женщин, выступил на втором национальном съезде в 1851 году с речью под названием «Должны ли женщины иметь право голоса?». Описывая женское избирательное право как краеугольный камень женского движения, эта речь позже была распространена как трактат о правах женщин.
Некоторые из женщин, игравших ведущие роли в национальных конференциях, особенно Стоун, Энтони и Стэнтон, были также лидерами в создании женских избирательных организаций после Гражданской войны. Они также включали требование избирательного права в свою деятельность в течение 1850-х годов. В 1852 году Стэнтон выступила в поддержку избирательного права женщин в речи на съезде по вопросам воздержания штата Нью-Йорк. В 1853 году Стоун стала первой женщиной, которая обратилась к законодателям с призывом предоставить женщинам избирательное право, выступив на Конституционном съезде штата Массачусетс. В 1854 году Энтони организовала в штате Нью-Йорк кампанию по сбору петиций, включавших требование предоставления избирательного права. Кульминацией этой кампании стал съезд по правам женщин в капитолии штата и выступление Стэнтон перед законодательным собранием штата. В 1857 году Стоун отказалась платить налоги на том основании, что женщины облагаются налогом, не имея права голосовать по налоговым законам. Констебль продал её домашнее имущество с аукциона, пока не было собрано достаточно денег для оплаты налогового счета.
В этот период движение за права женщин было слабо структурировано: было мало организаций в штатах и не было национальной организации, кроме координационного комитета, который организовывал ежегодные национальные съезды. Большую часть организационной работы на этих съездах выполняла Стоун, наиболее заметный лидер движения в этот период. На национальном съезде в 1852 году было предложено создать национальную организацию по правам женщин, но эта идея была отклонена после того, как были высказаны опасения, что такой шаг создаст громоздкий механизм и приведет к внутренним разногласиям.

### Сотрудничество Энтони и Стэнтон

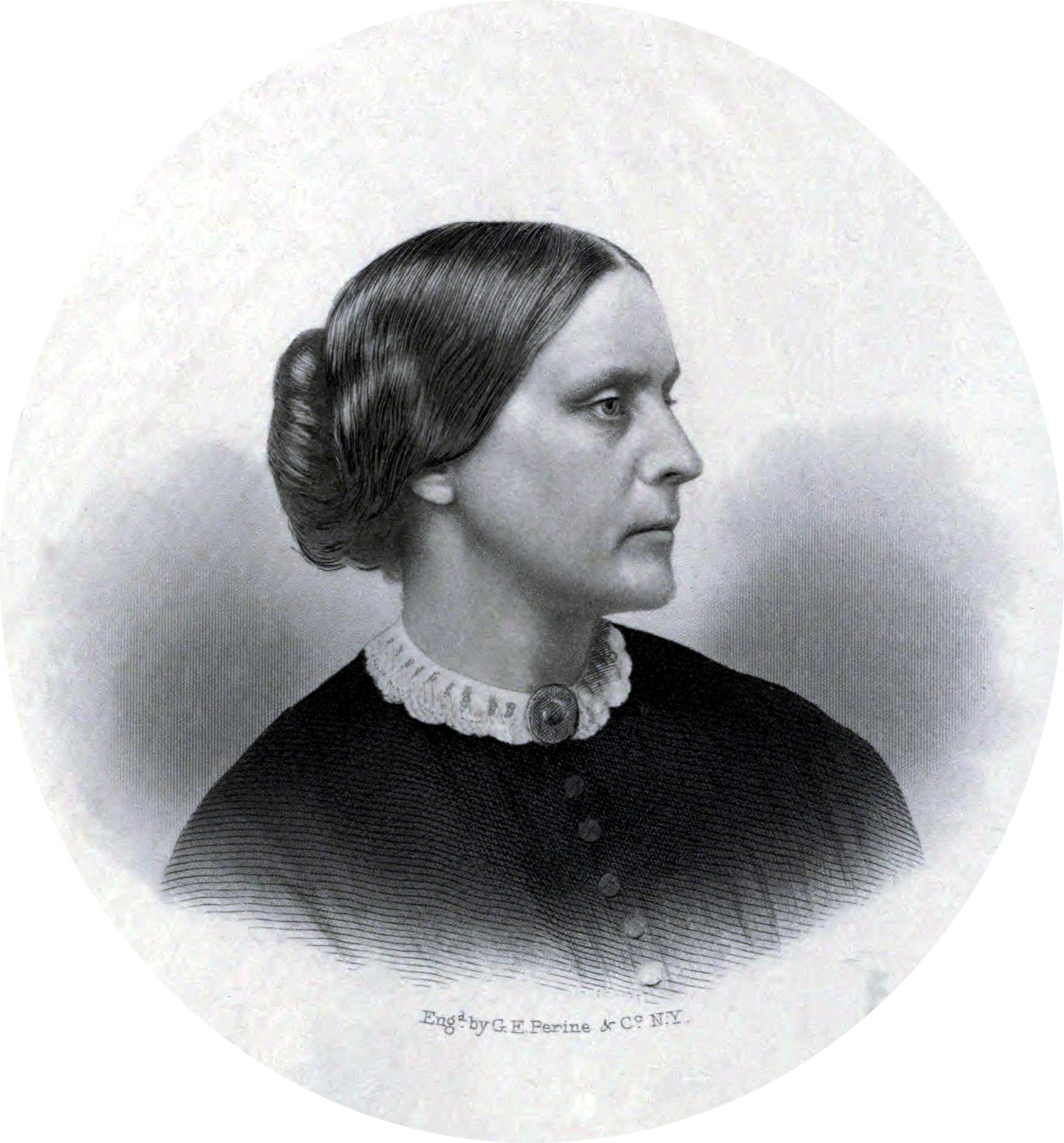
Сьюзен Б. Энтони

Сьюзен Б. Энтони и Элизабет Кейди Стэнтон познакомились в 1851 году и вскоре стали близкими друзьями и коллегами. Их сотрудничество, длившееся десятилетиями, сыграло решающую роль в избирательном движении и внесло значительный вклад в более широкую борьбу за права женщин, которую Стэнтон назвала «величайшей революцией, которую когда-либо знал или будет знать мир». Они обладали взаимодополняющими способностями: Энтони преуспела в организаторской деятельности, а Стэнтон была склонна к интеллектуальным вопросам и писательству. Стэнтон, которая в этот период сидела дома с несколькими детьми, писала речи, которые Энтони произносила на собраниях, организованных ею самой.
Вместе они создали сложное движение в штате Нью-Йорк, но их работа в это время касалась женских вопросов в целом, а не конкретно избирательного права. Энтони, которая в конечном итоге стала человеком, наиболее тесно связанным в общественном сознании с избирательным правом женщин, позже сказала: «Я не была готова голосовать, не хотела голосовать, но я хотела равной оплаты за равный труд». В период перед Гражданской войной Энтони отдавала приоритет работе против рабства, а не женскому движению.

### Женская лояльная национальная лига
Несмотря на возражения Энтони, лидеры движения согласились приостановить деятельность по защите прав женщин на время Гражданской войны, чтобы сосредоточиться на отмене рабства. В 1863 году Энтони и Стэнтон организовали Женскую лояльную национальную лигу, первую национальную женскую политическую организацию в США. Она собрала почти 400 000 подписей под петициями об отмене рабства в ходе крупнейшей на тот момент кампании по сбору петиций в истории страны.
Хотя Лига не была организацией по защите избирательных прав, она ясно дала понять, что выступает за политическое равенство женщин, и косвенно способствовала этому несколькими способами. Стэнтон напомнила общественности, что петиции были единственным политическим инструментом, доступным женщинам в то время, когда голосовать могли только мужчины. Впечатляющая кампания по сбору петиций Лиги продемонстрировала ценность формальной организации для женского движения, которое традиционно сопротивлялось организационным структурам, и ознаменовала собой продолжение перехода женского активизма от морального убеждения к политическим действиям. 5000 членов Лиги составили широкую сеть женщин-активисток, получивших опыт, который помог создать резерв талантов для будущих форм социальной активности, включая избирательное право.

### Американская ассоциация равных прав
Одиннадцатый Национальный съезд по правам женщин, первый после Гражданской войны, состоялся в 1866 году, что помогло движению за права женщин вернуть импульс, утраченный во время войны. Съезд проголосовал за преобразование в Американскую ассоциацию равных прав (AERA), целью которой была кампания за равные права всех граждан, особенно за избирательное право.
Помимо Энтони и Стэнтон, которые организовали съезд, в руководство новой организации вошли такие видные аболиционисты и борцы за права женщин, как Лукреция Мотт, Люси Стоун и Фредерик Дуглас. Однако её стремление к всеобщему избирательному праву встретило сопротивление со стороны некоторых лидеров аболиционистов и их союзников в Республиканской партии, которые хотели, чтобы женщины отложили свою кампанию за избирательное право до тех пор, пока оно не будет предоставлено мужчинам-афроамериканцам. Гораций Грили, известный редактор газеты, сказал Энтони и Стэнтон: «Это критический период для Республиканской партии и жизни нашей нации… Я призываю вас помнить, что это „час негра“, и ваш первый долг сейчас — проехать по штату и отстаивать его требования». Однако они и другие, включая Люси Стоун, отказались отложить свои требования и продолжали добиваться всеобщего избирательного права.
В апреле 1867 года Стоун и её муж Генри Блэквелл открыли кампанию AERA в Канзасе в поддержку референдума в этом штате, который предоставил бы право голоса как афроамериканцам, так и женщинам. Уэнделл Филлипс, лидер аболиционистов, выступавший против смешения этих двух целей, удивил и возмутил работников AERA, отменив финансирование, на которое AERA рассчитывала для своей кампании. После внутренней борьбы канзасские республиканцы решили поддержать избирательное право только для чернокожих мужчин и сформировали «Анти-женский суфражистский комитет», чтобы противостоять усилиям AERA. К концу лета кампания AERA практически провалилась, а её финансы были исчерпаны. Энтони и Стэнтон подверглись резкой критике со стороны Стоун и других членов AERA за то, что в последние дни кампании они приняли помощь от Джорджа Фрэнсиса Трейна, богатого бизнесмена, который поддерживал права женщин. Трэйн разозлил многих активистов, нападая на Республиканскую партию, которая завоевала лояльность многих активистов реформ, и открыто пренебрегая честностью и интеллектом афроамериканцев.
После Канзасской кампании AERA все больше разделялась на два крыла, оба из которых выступали за всеобщее избирательное право, но с разными подходами. Одно крыло, ведущей фигурой которого была Люси Стоун, было готово к тому, чтобы чернокожие мужчины добились избирательного права первыми, если потребуется, и хотело поддерживать тесные связи с Республиканской партией и аболиционистским движением. Другие, ведущими фигурами которых были Энтони и Стэнтон, настаивали на одновременном предоставлении избирательных прав женщинам и чернокожим мужчинам и работали над созданием политически независимого женского движения, которое больше не будет зависеть от аболиционистов в плане финансовых и других ресурсов. Ожесточенное ежегодное собрание AERA в мае 1869 года стало сигналом к фактической гибели организации, после чего были созданы две конкурирующие женские избирательные организации.

### Ассоциация женщин-суфражисток Новой Англии

Петиция граждан Массачусетса в поддержку избирательного права женщин

Отчасти в результате раскола в женском движении, в 1868 году была создана Ассоциация женщин-суфражисток Новой Англии (NEWSA), первая крупная политическая организация в США, целью которой было избирательное право женщин. Планировщики учредительного съезда NEWSA работали над привлечением поддержки республиканцев и включили ведущих политиков-республиканцев, включая сенатора США, в спикерскую трибуну. На фоне растущей уверенности в том, что Пятнадцатая поправка, которая фактически предоставила бы права чернокожим мужчинам, гарантированно будет принята, Люси Стоун, будущий президент NEWSA, продемонстрировала свое предпочтение в пользу предоставления прав как женщинам, так и афроамериканцам, неожиданно представив резолюцию, призывающую Республиканскую партию «отказаться от своего девиза „Мужское избирательное право“» и вместо этого поддержать всеобщее избирательное право. Несмотря на сопротивление Фредерика Дугласса и других, Стоун убедила собрание одобрить резолюцию. Однако два месяца спустя, когда Пятнадцатая поправка оказалась под угрозой срыва в Конгрессе, Стоун отказалась от этой позиции и заявила, что «Женщины должны подождать негров».

### Пятнадцатая поправка

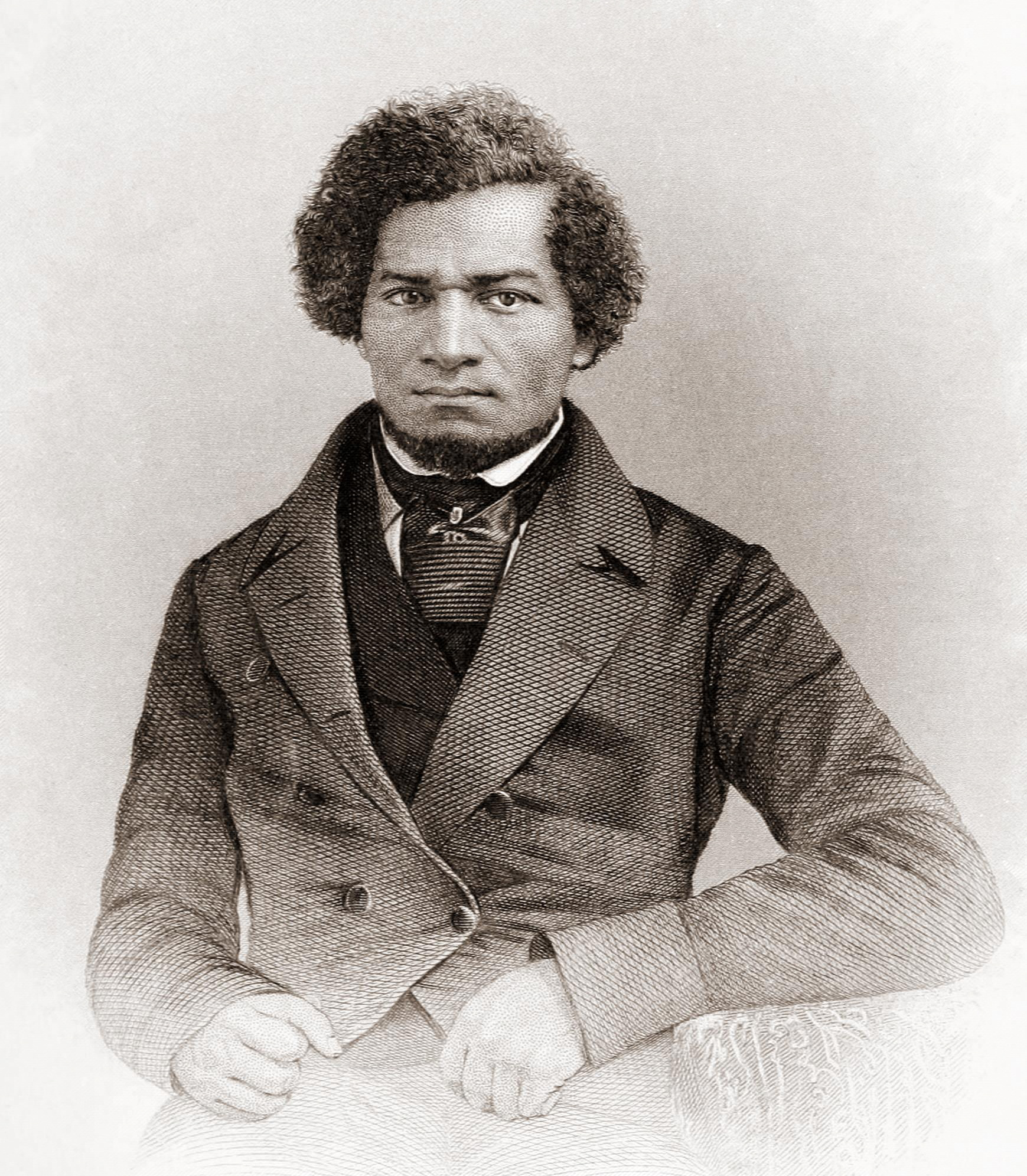
Фредерик Дуглас

В мае 1869 года, через два дня после заключительного ежегодного собрания AERA, Энтони, Стэнтон и другие образовали Национальную ассоциацию женщин-суфражисток (NWSA). В ноябре 1869 года Люси Стоун, Фрэнсис Эллен Уоткинс Харпер, Джулия Уорд Хоу, Генри Блэкуэлл и другие, многие из которых годом ранее помогли создать Ассоциацию женщин-суфражисток Новой Англии, сформировали Американскую ассоциацию женщин-суфражисток (AWSA). Враждебное соперничество между этими двумя организациями создало партизанскую атмосферу, которая сохранялась на протяжении десятилетий, оказывая влияние даже на профессиональных историков женского движения.
Непосредственной причиной раскола стала предложенная Пятнадцатая поправка к Конституции США, поправка о реконструкции, которая запрещала бы лишать избирательных прав по расовому признаку. Стэнтон и Энтони выступили против её принятия, если она не будет сопровождаться другой поправкой, запрещающей лишение избирательного права по признаку пола. Они заявили, что, фактически предоставляя право голоса всем мужчинам и исключая всех женщин, поправка создаст «аристократию пола», дав конституционное право идее о превосходстве мужчин над женщинами. Мужская власть и привилегии лежат в основе бед общества, утверждала Стэнтон, и не следует ничего делать для их укрепления. Энтони и Стэнтон также предупреждали, что чернокожие мужчины, которые получат право голоса в соответствии с поправкой, в подавляющем большинстве выступают против женского избирательного права. Они были не одиноки в том, что не были уверены в поддержке чернокожими мужчинами женского избирательного права. Фредерик Дуглас, убежденный сторонник женского избирательного права, сказал: «Раса, к которой я принадлежу, в целом не заняла правильную позицию по этому вопросу». Дуглас, однако, решительно поддержал поправку, заявив, что это вопрос жизни и смерти для бывших рабов. Люси Стоун, которая стала самым известным лидером AWSA, поддержала поправку, но сказала, что, по её мнению, избирательное право для женщин было бы более полезным для страны, чем избирательное право для чернокожих мужчин. AWSA и большинство членов AERA также поддержали поправку.
Оба крыла движения были тесно связаны с оппозицией рабству, но их лидеры иногда выражали взгляды, отражающие расовые установки той эпохи. Стэнтон, например, считала, что потребуется длительный процесс образования, прежде чем те, кого она называла «низшими слоями» бывших рабов и рабочих-иммигрантов, смогут принимать полноценное участие в выборах. В статье в «Революции» Стэнтон писала: «Американские женщины, состоятельные, образованные, добродетельные и утонченные, если вы не хотите, чтобы низшие слои китайцев, африканцев, немцев и ирландцев с их низкими представлениями о женственности принимали законы для вас и ваших дочерей… требуйте, чтобы женщины тоже принимали участие в выборах. … требуйте, чтобы и женщины были представлены в правительстве». В другой статье она сделала аналогичное заявление, представив эти четыре этнические группы как „Патрик и Самбо, Ганс и Юнг Тунг“. Люси Стоун созвала собрание избирателей в Нью-Джерси, чтобы рассмотреть вопрос: „Должны ли только женщины быть исключены из процесса реконструкции? Должны ли [они] … быть поставлены в политическом отношении ниже самых невежественных и деградировавших мужчин?“. Генри Блэквелл, муж Стоун и сотрудник AWSA, опубликовал открытое письмо к законодательным органам Юга, в котором заверил их, что если они разрешат голосовать и чёрным, и женщинам, то „политическое превосходство белой расы останется неизменным“, а „черная раса по закону природы будет тяготеть к тропикам“.
AWSA стремилась к тесным связям с Республиканской партией, надеясь, что ратификация Пятнадцатой поправки приведет к тому, что республиканцы начнут добиваться избирательного права для женщин. NWSA, хотя и стремилась быть политически независимой, критически относилась к республиканцам. Энтони и Стэнтон написали письмо Демократической национальной конвенции 1868 года, в котором критиковали спонсирование республиканцами Четырнадцатой поправки (которая предоставляла гражданство чернокожим мужчинам, но впервые ввела в Конституцию слово „мужчина“), утверждая: „В то время как доминирующая партия одной рукой подняла два миллиона чернокожих мужчин и увенчала их честью и достоинством гражданства, другой она свергла пятнадцать миллионов белых женщин — их собственных матерей и сестер, их собственных жен и дочерей — и бросила их под каблук низшего мужского сословия“. Они призывали либеральных демократов убедить свою партию, у которой на тот момент не было четкого направления, принять всеобщее избирательное право.
У этих двух организаций были и другие различия. Хотя каждая из них проводила кампании за избирательное право как на уровне штата, так и на национальном уровне, NWSA, как правило, больше работала на национальном уровне, а AWSA — на уровне штата. NWSA изначально работала над более широким кругом вопросов, чем AWSA, включая реформу разводов и равную оплату для женщин. NWSA возглавляли только женщины, в то время как AWSA включала в свое руководство как мужчин, так и женщин.
События вскоре устранили большую часть основы для раскола в движении. В 1870 году дебаты о Пятнадцатой поправке потеряли актуальность, когда эта поправка была официально ратифицирована. В 1872 году отвращение к коррупции в правительстве привело к массовому отходу аболиционистов и других социальных реформаторов от республиканцев в недолговечную Либеральную республиканскую партию. Однако соперничество между двумя женскими группами было настолько ожесточенным, что слияние оказалось невозможным до 1890 года.

### Новое отступление

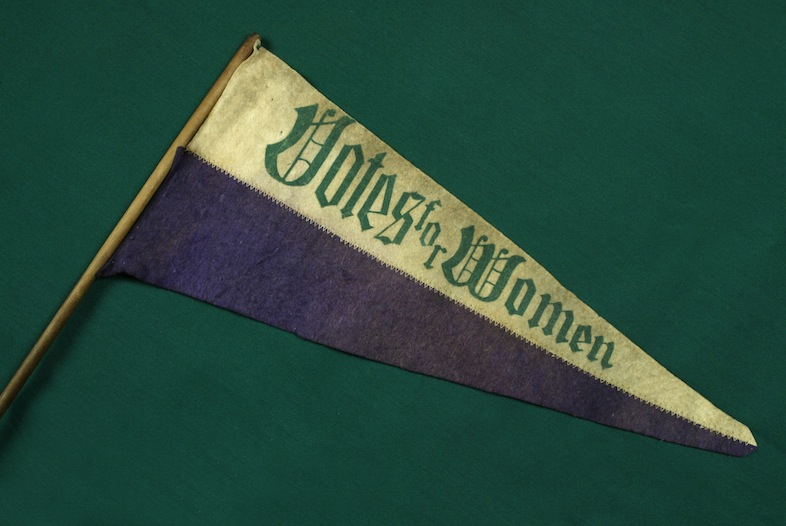
Вымпел „Голоса за женщин“

В 1869 году Фрэнсис и Вирджиния Минор, муж и жена, суфражисты из Миссури, наметили стратегию, которая стала известна как „Новое отступление“ и в течение нескольких лет поддерживала избирательное движение. Утверждая, что Конституция США косвенно наделяет женщин избирательными правами, эта стратегия в значительной степени опиралась на раздел 1 недавно принятой Четырнадцатой поправки, которая гласит: „Все лица, родившиеся или натурализованные в США и находящиеся под их юрисдикцией, являются гражданами США и штата, в котором они проживают. Ни один штат не должен принимать или приводить в исполнение какой-либо закон, ущемляющий привилегии или иммунитеты граждан США; ни один штат не должен лишать какое-либо лицо жизни, свободы или собственности без надлежащей правовой процедуры; ни одному лицу, находящемуся под его юрисдикцией, не должно быть отказано в равной защите законов“.
В 1871 году NWSA официально приняла стратегию „Новое отступление“, поощряя женщин пытаться голосовать и подавать иски в случае отказа в этом праве. Вскоре сотни женщин пытались проголосовать в десятках населенных пунктов. В некоторых случаях подобные акции предшествовали стратегии „Нового отступления“: в 1868 году в Вайнленде, штат Нью-Джерси, центре радикальных спиритуалистов, около 200 женщин опустили свои бюллетени в отдельный ящик и попытались добиться их подсчета, но безуспешно. AWSA официально не приняла стратегию „Нового отступления“, но Люси Стоун, её лидер, попыталась проголосовать в своем родном городе в Нью-Джерси. В одном судебном деле, возникшем в результате иска женщин, которым не дали проголосовать, окружной суд США в Вашингтоне постановил, что у женщин нет подразумеваемого права голоса, заявив, что „тот факт, что практическое применение предполагаемого права будет разрушительным для цивилизации, является решающим, что такого права не существует“.
В 1871 году Виктория Вудхалл, биржевой маклер, была приглашена выступить перед комитетом Конгресса, став первой женщиной, сделавшей это. Хотя она не была связана с женским движением, она представила модифицированную версию стратегии „Нового отступления“. Вместо того чтобы просить суды объявить, что женщины имеют право голоса, она попросила сам Конгресс объявить, что Конституция косвенно предоставляет женщинам право голоса. Комитет отклонил её предложение. NWSA сначала с энтузиазмом отреагировала на внезапное появление Вудхалл на сцене. Стэнтон, в частности, приветствовала предложение Вудхалл собрать широкую партию реформ, которая поддержала бы избирательное право женщин. Энтони выступил против этой идеи, желая, чтобы NWSA оставалась политически независимой. Вскоре у NWSA появились причины пожалеть о своей связи с Вудхалл. В 1872 году она опубликовала подробности предполагаемой супружеской связи между преподобным Генри Уордом Бичером, президентом AWSA, и Элизабет Тилтон, женой одного из ведущих членов NWSA. О последующем судебном процессе над Бичером писали газеты по всей стране, что привело к тому, что один ученый назвал „политическим театром“, который нанес серьёзный ущерб репутации избирательного движения.
Верховный суд в 1875 году положил конец стратегии „Нового отступления“, постановив в деле Минор против Хапперсета, что „Конституция США не наделяет никого избирательным правом“. NWSA решила придерживаться гораздо более сложной стратегии кампании за принятие поправки к конституции, которая гарантировала бы избирательные права для женщин.

### США против Сьюзен Б. Энтони
В деле, вызвавшем национальные споры, Сьюзен Б. Энтони была арестована за нарушение Закона об исполнении 1870 года, проголосовав на президентских выборах 1872 года. На суде судья потребовал от присяжных вынести обвинительный вердикт. Когда он спросил Энтони, которой не разрешалось выступать во время суда, есть ли у неё что сказать, она ответила речью, которую один историк назвал „самой известной речью в истории агитации за избирательное право для женщин“. Она назвала „это бесцеремонное возмущение моими гражданскими правами“, заявив: „…вы растоптали ногами каждый жизненно важный принцип нашего правительства. Мои естественные права, мои гражданские права, мои политические права, мои судебные права — все они одинаково игнорируются“. Судья приговорил Энтони к выплате штрафа в 100 долларов, на что она ответила: „Я никогда не заплачу ни доллара из вашего несправедливого штрафа“, и так и не заплатила. (18 августа 2020 года президент Дональд Трамп посмертно помиловал Энтони в столетнюю годовщину ратификации 19-й поправки.

### История женского суфражизма
В 1876 году Энтони, Стэнтон и Матильда Джослин Гейдж начали работу над „Историей женского права“. Первоначально задуманная как скромная публикация, которую можно было бы быстро выпустить, история превратилась в шеститомный труд объёмом более 5700 страниц, написанный в течение 41 года. Последние два тома были опубликованы в 1920 году, уже после смерти инициаторов проекта, Ида Хастед Харпер, которая также помогала в работе над четвёртым томом. Написанная лидерами одного крыла разделенного женского движения (Люси Стоун, их главная соперница, отказалась иметь что-либо общее с проектом), „История женского суфражизма“ сохранила огромное количество материала, который мог быть утерян навсегда, но она не дает сбалансированного взгляда на события, когда речь идет об их соперницах. Поскольку в течение многих лет „История женского избирательного права“ была основным источником документации о суфражистском движении, историкам пришлось открыть другие источники, чтобы представить более сбалансированную картину.

### Введение поправки об избирательном праве женщин
В 1878 году сенатор Аарон А. Сарджент, друг Сьюзен Б. Энтони, внес в Конгресс поправку об избирательном праве для женщин. Более сорока лет спустя она станет Девятнадцатой поправкой к Конституции Соединённых Штатов без каких-либо изменений в формулировке. Её текст идентичен тексту Пятнадцатой поправки, за исключением того, что она запрещает лишать избирательных прав по признаку пола, а не „расы, цвета кожи или прежнего подневольного состояния“. Хотя Сарджент был политиком-машинистом по большинству вопросов, он был последовательным сторонником прав женщин, выступал на съездах избирателей и продвигал избирательные права через законодательный процесс.

### Первые женщины-кандидаты на национальные должности

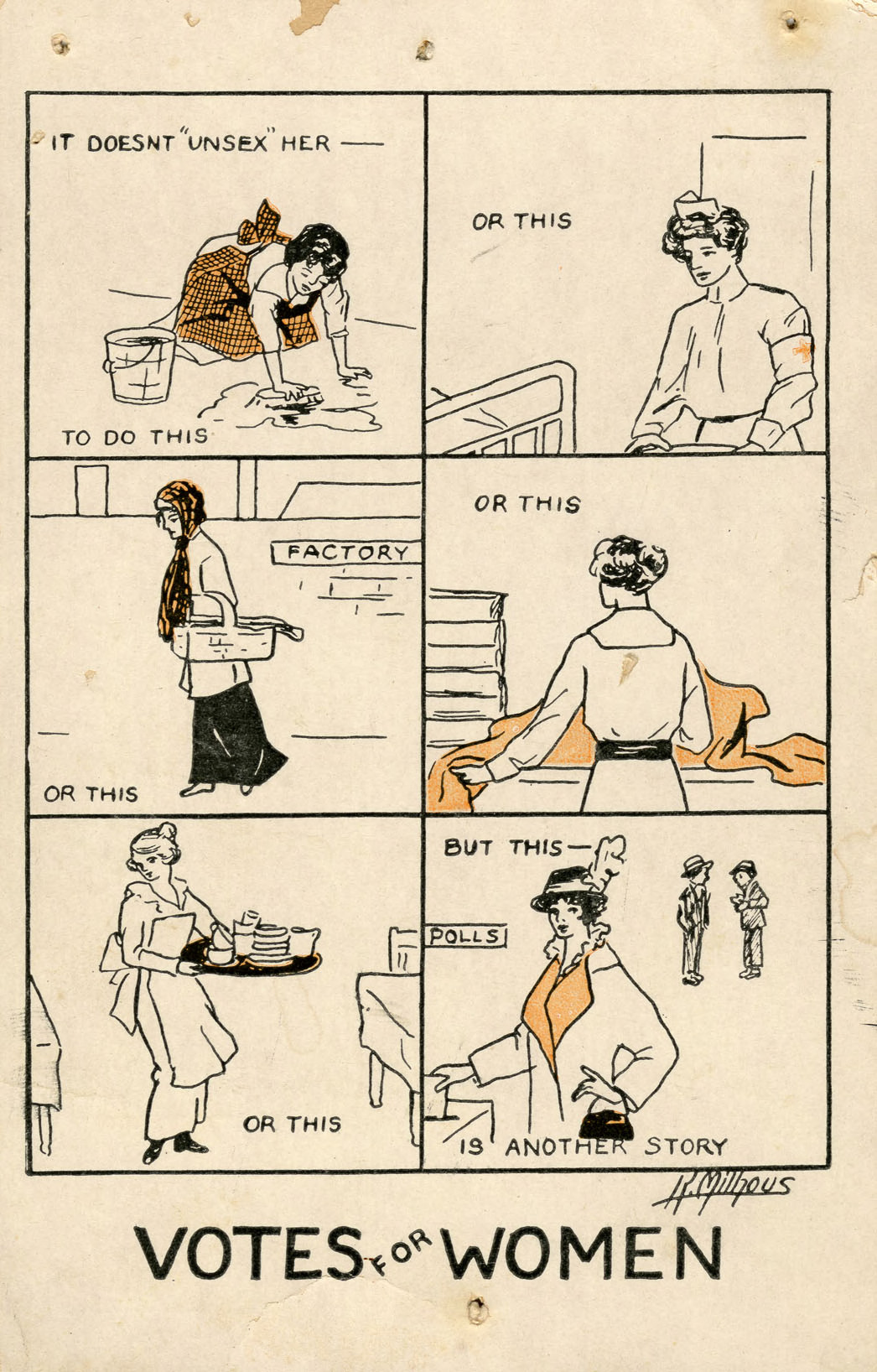
It Doesn’t Unsex Her — открытка 1915 года, посвященная женскому избирательному праву

Привлекая внимание к иронии ситуации, когда женщина имеет законное право баллотироваться, но лишена права голоса, Элизабет Кейди Стэнтон объявила себя кандидатом в Конгресс США в 1866 году, став первой женщиной, сделавшей это. В 1872 году Виктория Вудхалл создала свою собственную партию и объявила себя её кандидатом на пост президента США, хотя она не имела права баллотироваться, поскольку ей не исполнилось 35 лет.
В 1884 году Белва Энн Локвуд, первая женщина-адвокат, выступившая с делом в Верховном суде США, стала первой женщиной, которая провела жизнеспособную предвыборную кампанию на пост президента. Она была выдвинута без её предварительного уведомления калифорнийской группой под названием „Партия равных прав“. Локвуд выступала за избирательное право женщин и другие реформы в ходе кампании, которая проходила от побережья до побережья и получила уважительное освещение, по крайней мере, в некоторых крупных периодических изданиях. Она финансировала свою кампанию частично за счет взимания платы за вход на свои выступления. Ни AWSA, ни NWSA, которые уже поддержали республиканского кандидата в президенты, не поддержали кандидатуру Локвуд.

### Первые успехи
Женщины получили избирательные права в приграничной территории Вайоминг в 1869 году, а в Юте — в 1870 году. Поскольку Юта провела двое выборов раньше Вайоминга, Юта стала первым местом в стране, где женщины законно голосовали после начала избирательного движения. Недолго просуществовавшая Популистская партия поддержала избирательное право женщин, что способствовало предоставлению женщинам избирательных прав в Колорадо в 1893 году и Айдахо в 1896 году. В некоторых населенных пунктах женщины получили различные формы частичного избирательного права, например, голосование в школьных советах. Согласно исследованию, опубликованному в 2018 году в журнале Journal of Politics, штаты с крупными избирательными движениями и конкурентной политической средой чаще расширяли избирательные права для женщин; это одна из причин, почему западные штаты быстрее приняли избирательное право для женщин, чем штаты на Востоке.

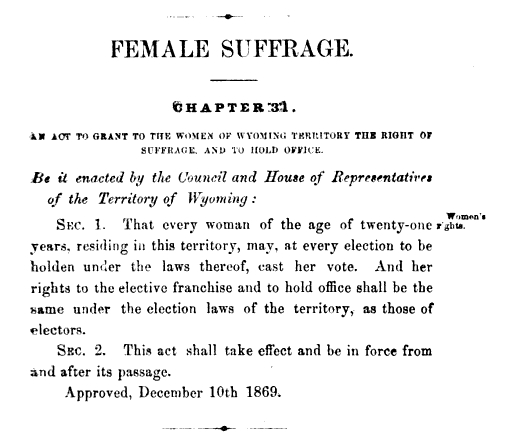
Закон территории Вайоминг предоставил женщинам право голоса 10 декабря 1869 года, и этот день отмечается в штате как День Вайоминга.

В конце 1870-х годов движение за избирательное право получило значительный импульс, когда Женский христианский союз воздержания (WCTU), крупнейшая женская организация в стране, решил провести кампанию за избирательное право и создал отдел франчайзинга для поддержки этих усилий. Фрэнсис Уиллард, лидер организации, выступающей за избирательное право, призывала членов WCTU добиваться избирательного права как средства защиты своих семей от алкоголя и других пороков. В 1886 году WCTU подал в Конгресс петицию с 200 000 подписями в поддержку национальной поправки об избирательном праве. В 1885 году Гранж, крупная фермерская организация, официально поддержала избирательное право женщин. В 1890 году Американская федерация труда, крупный рабочий союз, поддержала избирательное право женщин и впоследствии собрала 270 000 подписей под петициями в поддержку этой цели.

## 1890—1919

### Слияние конкурирующих избирательных организаций
AWSA, которая была особенно сильна в Новой Англии, изначально была более крупной из двух конкурирующих избирательных организаций, но её сила уменьшилась в течение 1880-х годов. Стэнтон и Энтони, ведущие фигуры конкурирующей NWSA, были более широко известны как лидеры женского избирательного движения в этот период и имели большее влияние в определении его направления. Иногда они использовали смелую тактику. Энтони, например, прервала официальные церемонии по случаю 100-летия Декларации независимости США, чтобы представить Декларацию прав женщин от NWSA. AWSA отказалась от участия в этой акции.
Со временем NWSA стала более близка к AWSA, делая меньший акцент на конфронтационных действиях и больший на респектабельности, и больше не продвигая широкий спектр реформ. Надежды NWSA на принятие федеральной поправки о избирательном праве были разрушены, когда Сенат проголосовал против неё в 1887 году, после чего NWSA направила больше энергии на проведение кампаний на уровне штатов, как это уже делала AWSA. Работа на уровне штатов, однако, также имела свои разочарования. С 1870 по 1910 год избирательное движение провело 480 кампаний в 33 штатах только для того, чтобы вопрос об избирательном праве женщин был вынесен на рассмотрение избирателей, и только в 17 случаях этот вопрос был внесен в бюллетень. Эти усилия привели к избранию женщин в двух штатах — Колорадо и Айдахо.
Элис Стоун Блэквелл, дочь лидеров AWSA Люси Стоун и Генри Блэквелла, оказала большое влияние на объединение соперничающих лидеров избирательного права, предложив в 1887 году провести совместную встречу для обсуждения слияния. Энтони и Стоун поддержали эту идею, но оппозиция со стороны нескольких ветеранов NWSA затянула процесс. В 1890 году две организации объединились в Национальную американскую ассоциацию женщин-суфражисток (NAWSA). Стэнтон была президентом новой организации, а Стоун — председателем исполнительного комитета, но Энтони, имевшая титул вице-президента, была её лидером на практике, став президентом в 1892 году, когда Стэнтон ушла в отставку.

### Национальная американская ассоциация женщин-суфражисток

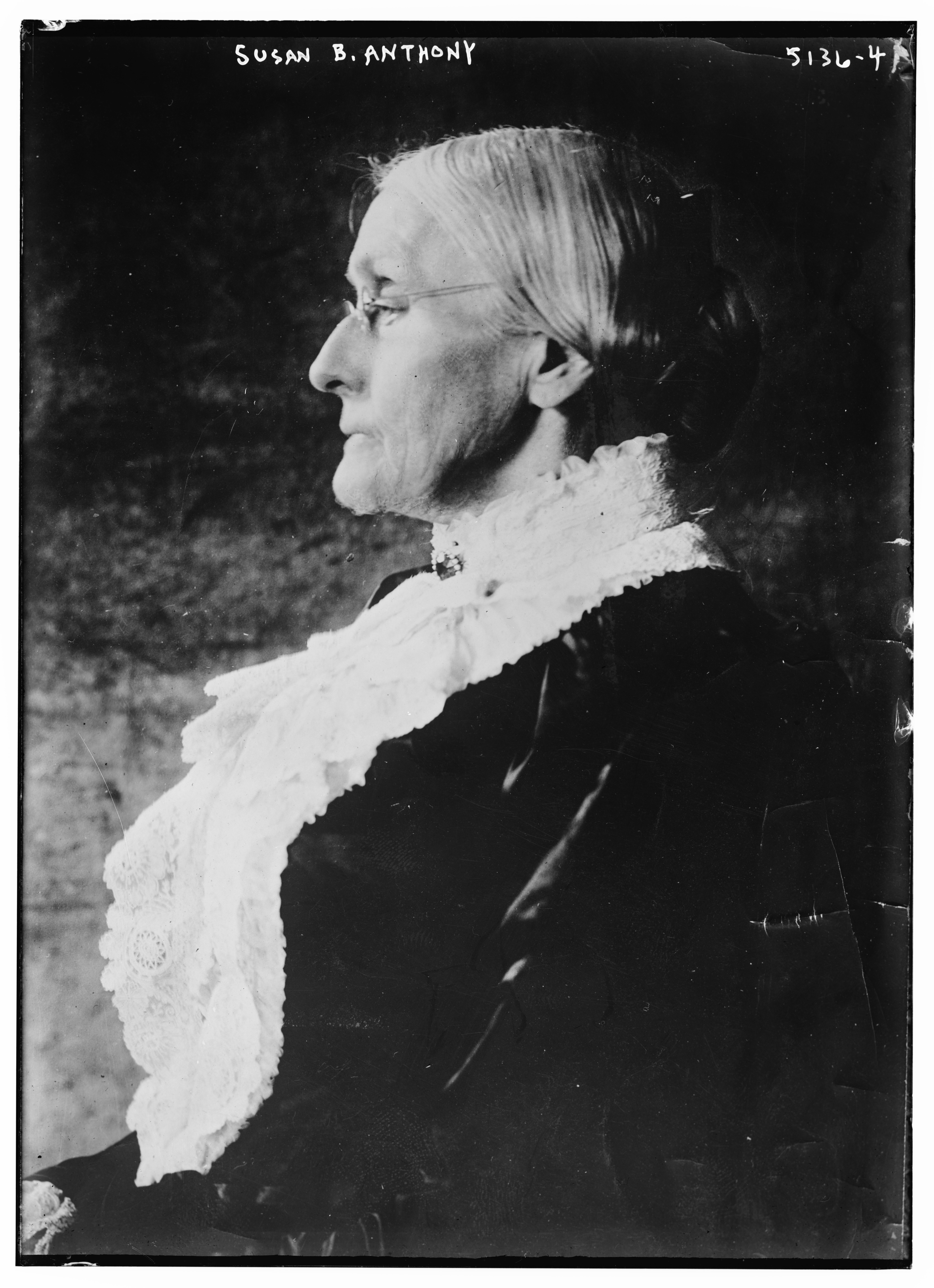
Сьюзен Б. Энтони в 1900 году

Хотя Энтони была ведущей силой во вновь объединённой организации, она не всегда следовала её указаниям. В 1893 году NAWSA проголосовала против возражений Энтони за то, чтобы чередовать место проведения своих ежегодных съездов между Вашингтоном и другими частями страны. До объединения NWSA Энтони всегда проводила свои съезды в Вашингтоне, чтобы помочь сосредоточиться на принятии национальной поправки о избирательном праве. Выступая против этого решения, она заявила, что опасалась, как оказалось, вполне обоснованно, что NAWSA будет заниматься избирательной работой на уровне штатов в ущерб общенациональной работе.
Стэнтон, пожилая, но все ещё очень радикальная, не вписывалась в новую организацию, которая становилась все более консервативной. В 1895 году она опубликовала „Библию женщины“, спорный бестселлер, в котором нападала на использование Библии для низведения женщин до низшего статуса. NAWSA проголосовала за отказ от любой связи с этой книгой, несмотря на возражения Энтони о том, что такой шаг не нужен и вреден. После этого Стэнтон все больше отдалялась от суфражистского движения.

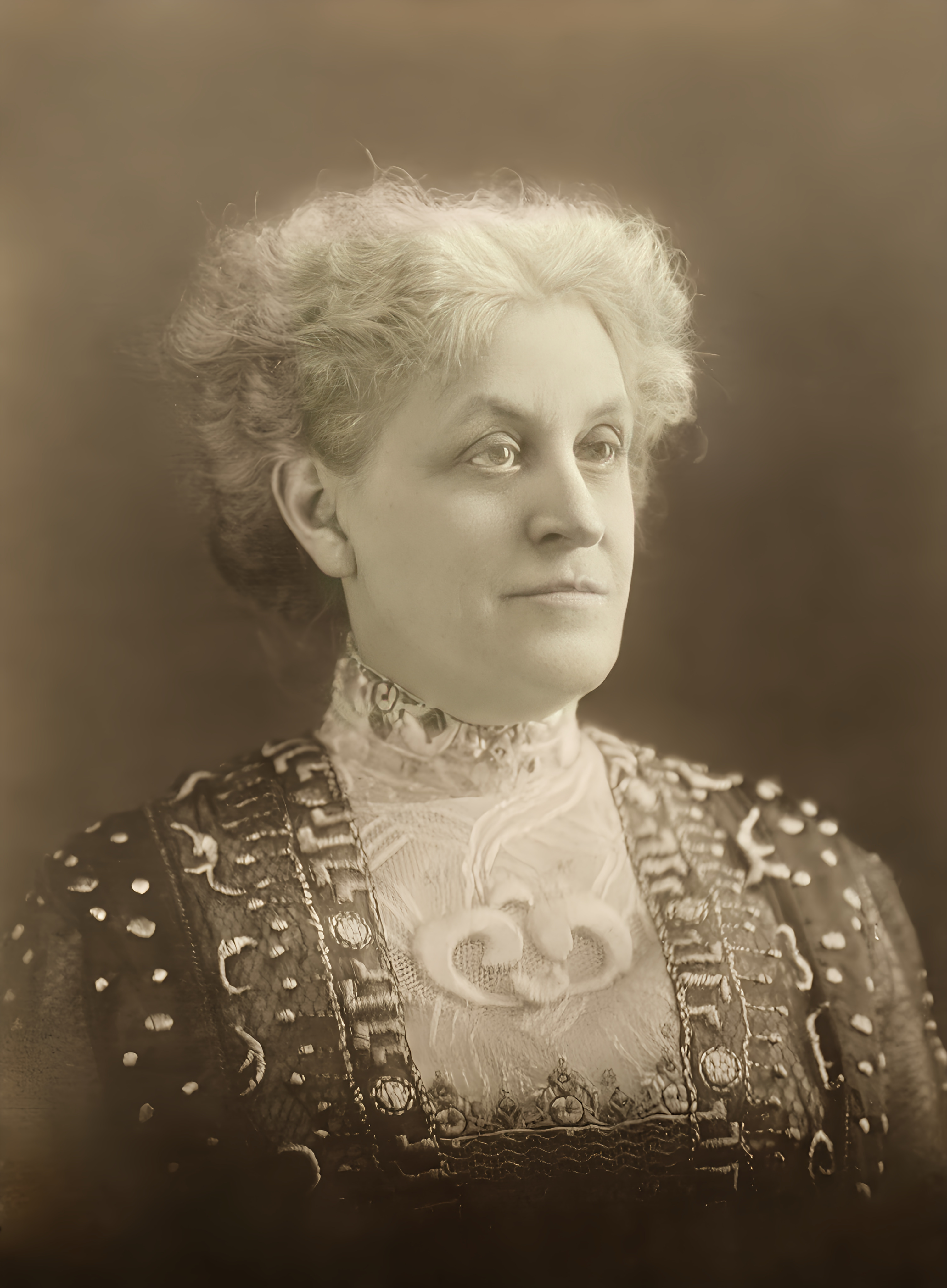
Керри Чапмен Кэтт

В годы, прошедшие сразу после слияния 1890 года, суфражистское движение пошло на спад. Когда в 1895 году Кэрри Чепмен Кэтт была назначена главой организационного комитета NAWSA, было неясно, сколько у организации местных отделений и кто их руководители. Кэтт начала оживлять организацию, разработав план работы с четкими целями для каждого штата на каждый год. Энтони был впечатлен и договорился, чтобы Кэтт стала его преемницей, когда она уйдет с поста президента NAWSA в 1900 году. На новом посту Кэтт продолжила свои усилия по преобразованию громоздкой организации в такую, которая была бы лучше подготовлена к проведению крупной избирательной кампании.
Кэтт обратила внимание на быстро растущее движение женских клубов, которое взяло на себя часть недостатка, оставшегося после упадка движения за воздержание. Местные женские клубы сначала были в основном кружками чтения, сосредоточенными на литературе, но они все больше превращались в организации по улучшению гражданского состояния, состоящие из женщин среднего класса, которые еженедельно собирались друг у друга дома. Их национальной организацией стала Всеобщая федерация женских клубов (GFWC), основанная в 1890 году. Клубы избегали спорных вопросов, которые могли бы разделить членов, особенно религии и запрета. На Юге и Востоке избирательное право также вызывало сильные разногласия, в то время как на Западе женщины из клубов практически не сопротивлялись этому. На Среднем Западе клубные женщины сначала избегали вопроса об избирательном праве из осторожности, но после 1900 года все чаще стали его поддерживать.
Кэтт реализовала так называемый „план общества“ — успешную попытку привлечь состоятельных членов женского клубного движения, чье время, деньги и опыт могли бы помочь развитию избирательного движения. К 1914 году женское избирательное право было одобрено национальной Всеобщей федерацией женских клубов.
Кэтт оставила свой пост через четыре года, отчасти из-за ухудшения здоровья мужа, а отчасти для того, чтобы помочь организовать Международный альянс женщин-суфражисток, который был создан в Германии, в Берлине, в 1904 году с Кэтт в качестве президента. В 1904 году Анна Говард Шоу, ещё одна протеже Энтони, была избрана президентом NAWSA. Шоу была энергичным работником и талантливым оратором, но не эффективным администратором. В период с 1910 по 1916 год национальный совет NAWSA переживал постоянные потрясения, которые поставили под угрозу существование организации.
Хотя членство и финансы организации были на рекордно высоком уровне, NAWSA решила заменить Шоу, вновь назначив Кэтт президентом в 1915 году. Уполномоченная NAWSA назначать свой собственный исполнительный совет, который до этого избирался на ежегодном съезде организации, Кэтт быстро преобразовала слабо структурированную организацию в высоко централизованную.

### Маккензи против Хэйра
Раздел 3 Закона об экспатриации 1907 года предусматривал потерю гражданства американскими женщинами, вышедшими замуж за иностранцев. Верховный суд США впервые рассмотрел Закон об экспатриации 1907 года в деле 1915 года „Маккензи против Хэйра“. Истица, суфражистка Этель Маккензи, проживала в Калифорнии, которая с 1911 года распространила избирательное право на женщин. Однако ответчик отказал ей в регистрации в качестве члена избирательной комиссии Сан-Франциско на основании её брака с шотландцем. Маккензи утверждала, что Закон об экспатриации 1907 года, „если он предназначен для ее применения, выходит за рамки полномочий Конгресса“, поскольку ни Четырнадцатая поправка, ни какая-либо другая часть Конституции не дает Конгрессу полномочий „лишать гражданства без его согласия“. Однако судья Джозеф МакКенна, написавший мнение большинства, заявил, что хотя „можно согласиться с тем, что изменение гражданства не может быть произвольно навязано, то есть навязано без согласия гражданина“, но „закон, о котором идет речь, не имеет такой особенности. Он имеет дело с условием, добровольно принятым, с уведомлением о последствиях“. Судья Джеймс Кларк МакРейнольдс в согласном мнении заявил, что дело должно быть прекращено за отсутствием юрисдикции.

### Оппозиция избирательному праву женщин

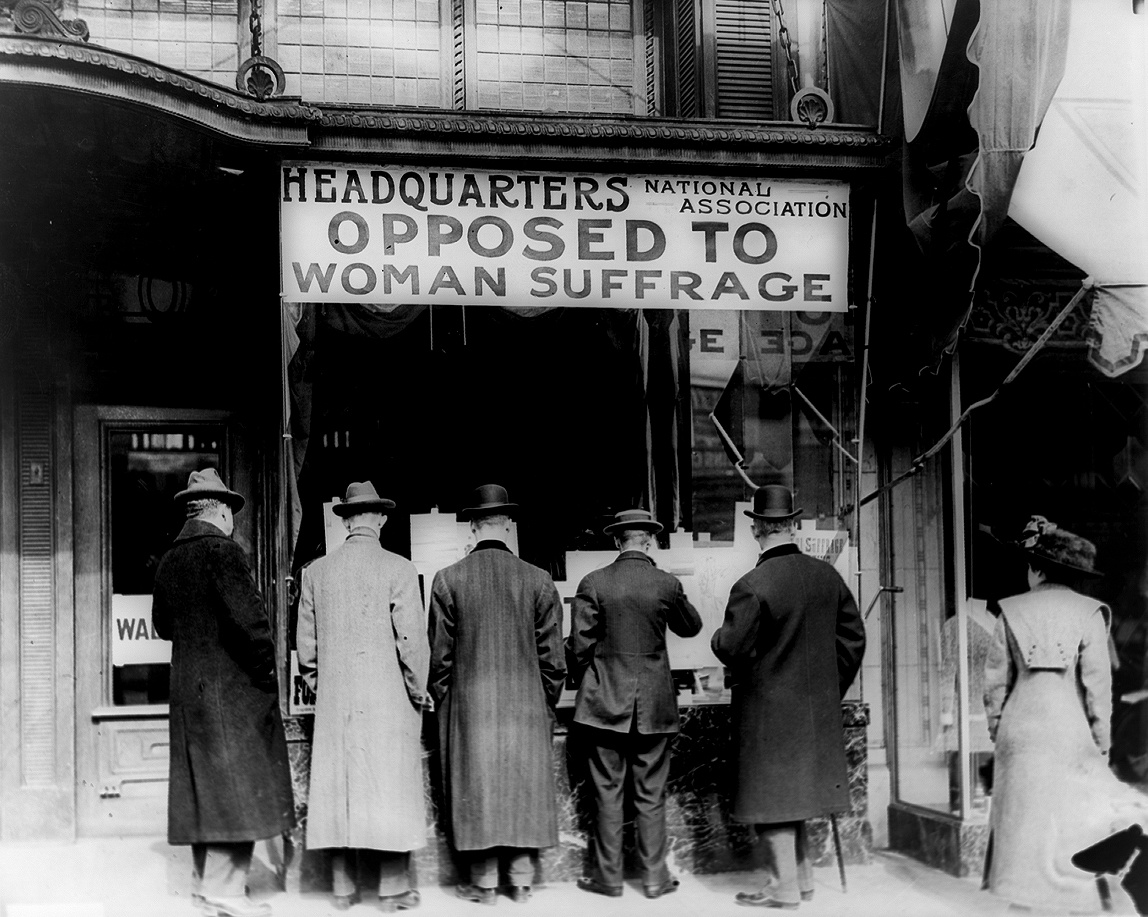
Штаб-квартира Национальной ассоциации противников женского суфражизма.

Пивовары и винокуры, как правило, принадлежащие к немецкой американской общине, выступали против избирательного права женщин, опасаясь — не без оснований — что женщины-избиратели выступят за запрет алкогольных напитков. Во время выборов 1896 года избирательное право женщин и запрет на продажу алкоголя выступали вместе, и на это обратили внимание те, кто выступал как против избирательного права женщин, так и против запрета. Чтобы сорвать успех кампании, за день до выборов Лига торговцев спиртным собрала несколько бизнесменов, чтобы помочь подорвать усилия. Ходили слухи, что эти бизнесмены собирались сделать так, чтобы все „плохие женщины“ в Окленде, штат Калифорния, вели себя шумно, чтобы навредить их репутации, и, в свою очередь, это уменьшило бы шансы женщин на принятие поправки о женском избирательном праве. Немецкие лютеране и немецкие католики обычно выступали против запрета и избирательного права женщин; они выступали за патерналистские семьи, где муж определяет позицию семьи в общественных делах. Их оппозиция избирательному праву женщин была впоследствии использована как аргумент в пользу избирательного права, когда американцы немецкого происхождения стали изгоями во время Первой мировой войны.
Поражение могло привести к обвинениям в мошенничестве. После поражения референдума за женское избирательное право в Мичигане в 1912 году губернатор обвинил пивоваров в соучастии в широко распространенном мошенничестве на выборах, которое привело к поражению. Доказательства кражи голосов также были многочисленны во время референдумов в Небраске и Айове.
Некоторые другие предприятия, такие как южные хлопчатобумажные фабрики, выступали против избирательного права, потому что боялись, что женщины-избиратели поддержат стремление к ликвидации детского труда. Политические машины, такие как Таммани-холл в Нью-Йорке, выступали против, потому что боялись, что появление женщин-избирателей ослабит контроль, который они установили над группами мужчин-избирателей. Однако к моменту проведения референдума об избирательном праве женщин в штате Нью-Йорк в 1917 году некоторые жены и дочери лидеров Таммани-холл работали за избирательное право, что заставило его занять нейтральную позицию, которая сыграла решающую роль в проведении референдума. Хотя католическая церковь не занимала официальной позиции по вопросу об избирательном праве, очень немногие из её лидеров поддерживали его, а некоторые из её лидеров, такие как кардинал Гиббонс, ясно выразили свою оппозицию.
Газета „Нью-Йорк Таймс“ после первой поддержки избирательного права изменила свою позицию и выступила с суровыми предупреждениями. В редакционной статье 1912 года предсказывалось, что, получив избирательное право, женщины будут предъявлять невыполнимые требования, например, „служить солдатами и матросами, полицейскими патрульными или пожарными… будут работать в жюри присяжных и избирать себя в исполнительные органы власти и судейские должности“. Она обвиняла недостаток мужественности в том, что мужчины не могут дать отпор, предупреждая, что женщины получат право голоса, „если мужчины не будут достаточно тверды, мудры и, можно сказать, достаточно мужественны, чтобы помешать им“.

#### Женщины против избирательного права
Силы против суфражизма, первоначально называвшиеся „ремонстрантами“, организовались уже в 1870 году, когда была создана Женская антисуфражистская ассоциация Вашингтона. Широко известные как „анти-“, они в конечном итоге создали организации примерно в двадцати штатах. В 1911 году была создана Национальная ассоциация противников женского суфражизма. Она насчитывала 350 000 членов и выступала против женского избирательного права, феминизма и социализма. Она утверждала, что избирательное право для женщин „сократит особые меры защиты и пути влияния, доступные женщинам, разрушит семью и увеличит число избирателей, придерживающихся социалистических взглядов“.
Женщины среднего и высшего класса, выступавшие против избирательного права, были консерваторами с несколькими мотивами. В частности, женщины из высшего общества имели личный доступ к влиятельным политикам и не хотели отказываться от этого преимущества. Чаще всего противницы считали, что политика — грязное дело и что участие женщин в ней приведет к утрате моральных устоев, на которые претендовали женщины, а партийная принадлежность нарушит работу местных клубов по улучшению гражданского общества, представленную Всеобщей федерацией женских клубов. Наиболее организованным движением была Ассоциация противников женского избирательного права штата Нью-Йорк (NYSAOWS). Её основная идея, изложенная её президентом Джозефиной Джуэлл Додж, гласила:
Мы верим в любое возможное улучшение положения женщин. Мы считаем, что это продвижение должно происходить по тем законным направлениям работы и деятельности, к которым она лучше всего приспособлена и для которых у нее сейчас есть неограниченные возможности. Мы считаем, что это продвижение будет лучше достигнуто путем строго беспартийных усилий и без ограничений избирательного бюллетеня. Мы верим в прогресс, а не в политику для женщин
Ассоциация противников женского суфражизма штата Нью-Йорк (NYSAOWS) использовала методы мобилизации низов, которым они научились, наблюдая за суфражистами, чтобы победить на референдуме 1915 года. Они были очень похожи на самих суфражистов, но использовали контр-реформаторский стиль, предупреждая о том зле, которое принесёт женщинам избирательное право. Они отвергали лидерство мужчин и подчеркивали важность независимых женщин в филантропии и социальном улучшении. В 1916 году NYSAOWS потерпела незначительное поражение в Нью-Йорке, и штат проголосовал за предоставление женщинам права голоса. Организация переехала в Вашингтон, чтобы противостоять федеральной конституционной поправке об избирательном праве, став «Национальной ассоциацией против женского избирательного права» (NAOWS), где её возглавили мужчины, и она приняла гораздо более жесткий риторический тон, особенно в нападках на «красный радикализм». После 1919 года «анти» плавно приспособились к предоставлению избирательных прав и стали активно участвовать в партийных делах, особенно в Республиканской партии.

### Стратегия Юга

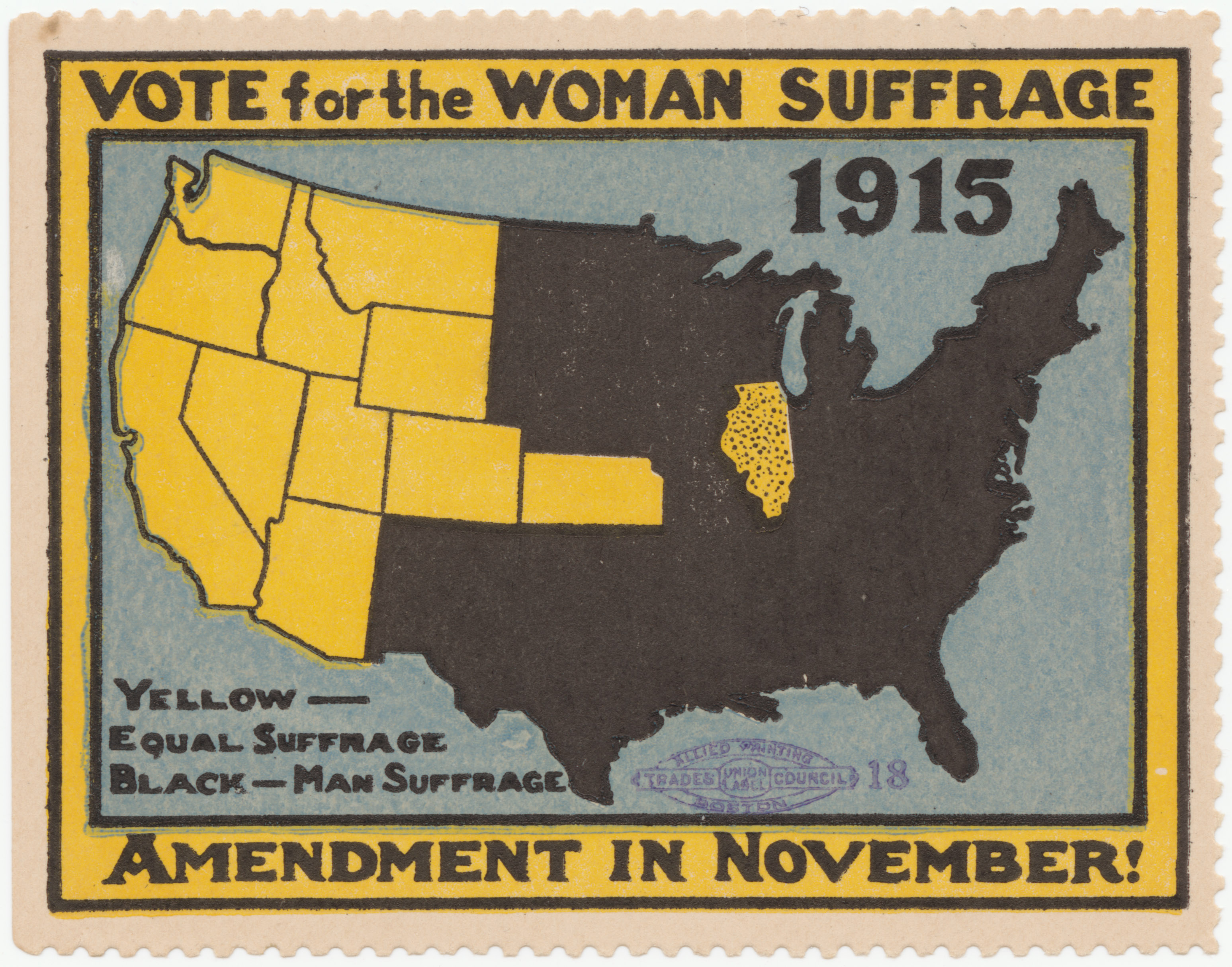
Голосование за поправку о женском избирательном праве, 1915 год

Согласно Конституции, для ратификации поправки требовалось согласие 34 штатов (три четверти от всех 45 штатов в 1900 году), и если остальная часть страны не была единодушна, то для успеха поправки требовалась поддержка хотя бы некоторых из 11 бывших штатов-конфедератов. Юг был самым консервативным регионом и всегда оказывал наименьшую поддержку избирательному праву. До конца XIX века в регионе практически не было избирательной активности. Эйлин С. Крадитор выделяет четыре характерные черты Юга, которые способствовали его консервативности. Во-первых, белые мужчины Юга придерживались традиционных ценностей в отношении общественной роли женщин. Во-вторых, Юг жестко контролировался Демократической партией, поэтому игра двух партий друг против друга была невыполнимой стратегией. В-третьих, сильная поддержка прав штатов означала автоматическое противодействие принятию поправки к федеральной конституции. В-четвёртых, отношение к законам Джима Кроу означало, что расширение избирательных прав для женщин, включало бы и чернокожих женщин, что вызывало активное несогласие. Ещё три западные территории стали штатами к 1912 году, что помогло числу сторонников поправки, теперь требовалось 36 штатов из 48. В итоге Теннесси стал решающим 36-м штатом, ратифицировавшим поправку 18 августа 1920 года.
Милдред Рутерфорд, президент «Объединенных дочерей Конфедерации» штата Джорджия и лидер Национальной ассоциации противников женского избирательного права, в 1914 году, выступая в законодательном собрании штата, ясно дала понять, что богатые белые женщины выступают против избирательного права:
Женщины, которые добиваются этой меры, наносят удар по принципу, за который их отцы сражались во время Гражданской войны. Женское избирательное право исходит с Севера и Запада, от женщин, которые не верят в права штатов и хотят видеть негритянок, пользующихся избирательным правом. Я не верю, что штат Джорджия опустился так низко, что ее хорошие мужчины не могут принимать законы в интересах женщин. Если это время когда-нибудь наступит, тогда настанет время для женщин требовать избирательного права

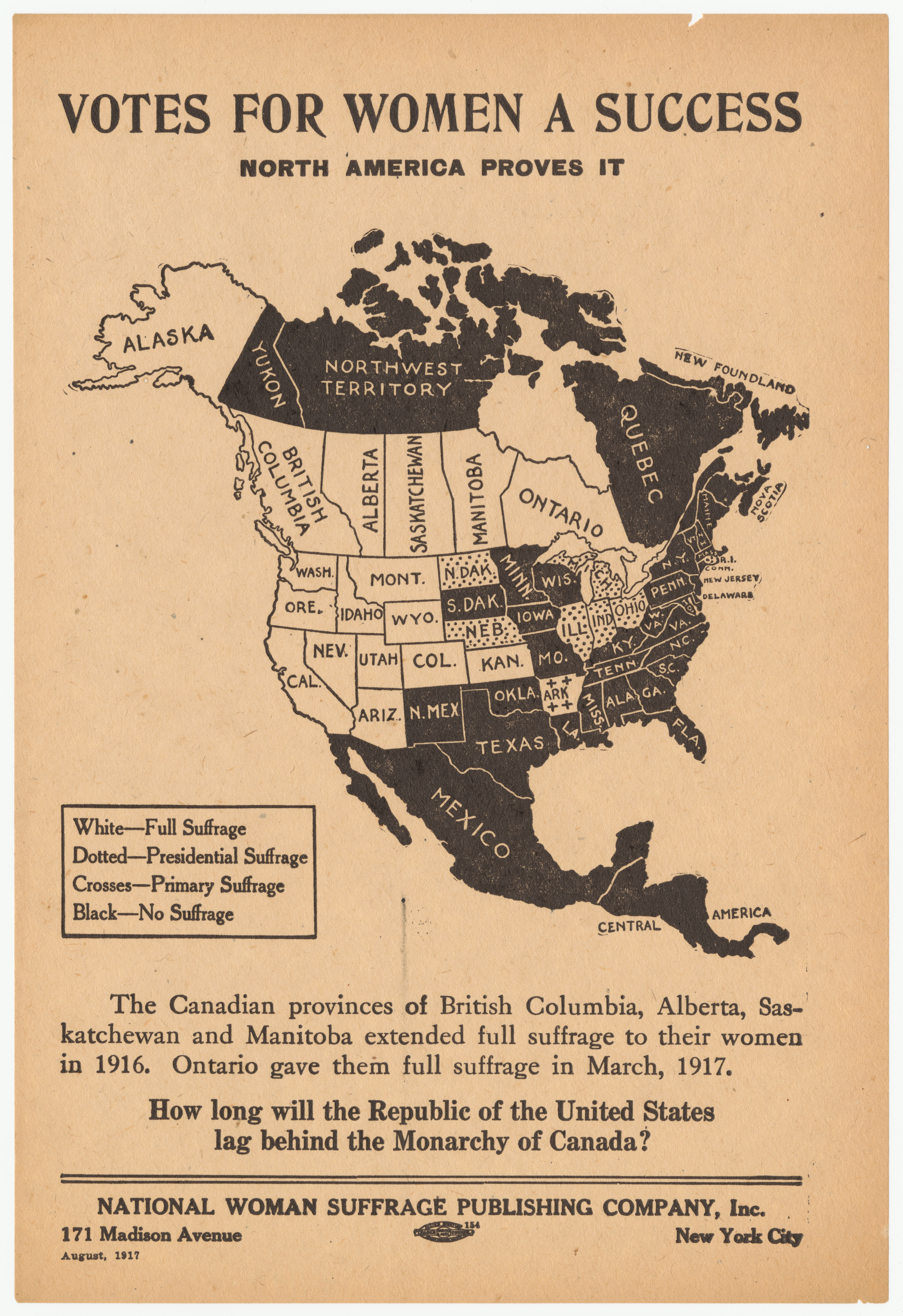
Рекламная карта женского избирательного движения в США и Канаде к 1917 году. Американские штаты и канадские провинции, в которых было принято избирательное право, окрашены белым цветом (или точками и крестиками, в случае частичного избирательного права), остальные — чёрным.

Элна Грин отмечает, что «риторика суфражизма утверждала, что женщины, получившие право голоса, объявят детский труд вне закона, примут законы о минимальной заработной плате и максимальном рабочем дне для женщин, а также установят стандарты здоровья и безопасности для работников фабрик. Угроза этих реформ объединила плантаторов, владельцев текстильных фабрик, железнодорожных магнатов, городских боссов и торговцев спиртным в грозное объединение против избирательного права».
Генри Браун Блэквелл, сотрудник AWSA до слияния и видный деятель движения после, призвал суфражистское движение следовать стратегии убеждения политических лидеров Юга в том, что они могут обеспечить превосходство белых в своем регионе, не нарушая Пятнадцатую поправку, путем предоставления избирательных прав образованным женщинам, которые будут преимущественно белыми. Вскоре после того, как Блэквелл представил свое предложение делегации Миссисипи в Конгрессе США, его план был серьёзно рассмотрен Конституционным конвентом Миссисипи 1890 года, основной целью которого было найти законные способы дальнейшего ограничения политической власти афроамериканцев. Хотя вместо этого съезд принял другие меры, тот факт, что идеи Блэквелла были восприняты всерьез, привлек интерес многих суфражистов.

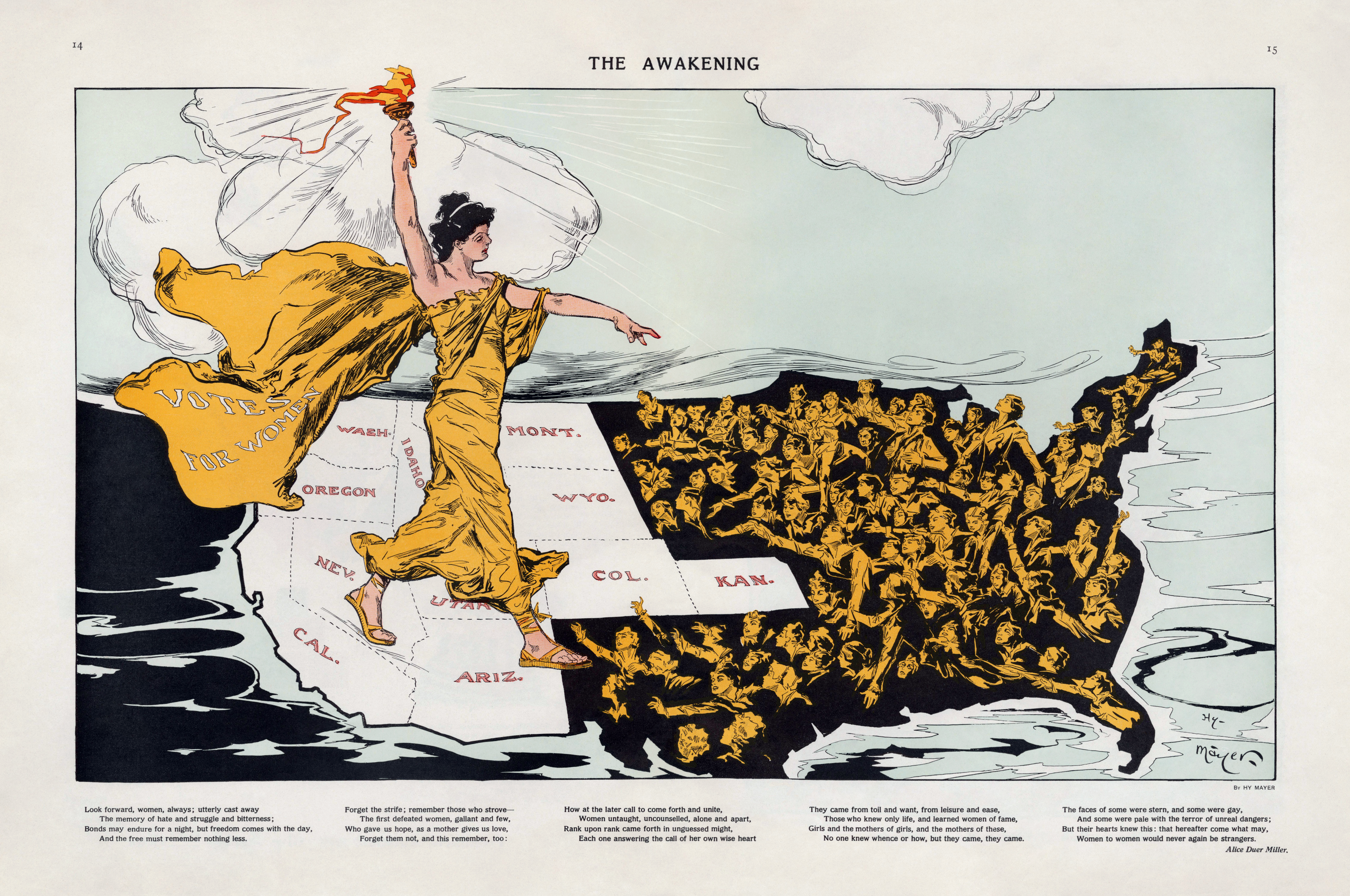
«Пробуждение: Голоса для женщин» в журнале «Пак», 1915 год

Союзником Блэквелла в этих усилиях была Лора Клэй, которая убедила NAWSA начать на Юге кампанию по каждому штату, основанную на стратегии Блэквелла. Клэй была одним из нескольких южных членов NAWSA, которые выступали против идеи национальной поправки о женском избирательном праве на том основании, что она будет ущемлять права штатов (Некоторое время спустя Клей проводила кампанию против готовящейся национальной поправки во время последней битвы за её ратификацию). На фоне прогнозов некоторых сторонников этой стратегии о том, что Юг будет лидировать в предоставлении женщинам избирательных прав, по всему региону были созданы организации по вопросам избирательного права. Энтони, Кэтт и Блэквелл провели кампанию за избирательное право на Юге в 1895 году, причем две последние призывали к предоставлению избирательного права только образованным женщинам. При неохотном сотрудничестве Энтони, NAWSA маневрировала, чтобы приспособиться к политике превосходства белых в этом регионе. Энтони попросила своего старого друга Фредерика Дугласса, бывшего раба, не посещать съезд NAWSA в Атланте в 1895 году, который впервые проводился в южном городе. Чернокожие члены NAWSA были исключены из конвенции 1903 года в южном городе Новый Орлеан, которая стала пиком влияния этой стратегии.
Лидерами южного движения были привилегированные представительницы высшего класса с сильным положением в высшем обществе и в церковных делах. Они пытались использовать свои высокопоставленные связи, чтобы убедить влиятельных мужчин в том, что избирательное право — это хорошая идея для очищения общества. Они также утверждали, что предоставление белым женщинам права голоса более чем уравновесит предоставление права голоса меньшему числу черных женщин. Однако в результате этой стратегии ни один южный штат не предоставил женщинам избирательных прав, и большинство южных избирательных обществ, созданных в этот период, прекратили свою деятельность. Руководство NAWSA впоследствии заявило, что не будет принимать политику, которая «выступает за исключение какой-либо расы или класса из избирательного права». Тем не менее, NAWSA отражала точку зрения своих белых членов, минимизируя роль черных суфражисток.

### Анти-черный расизм
Женское избирательное движение, возглавляемое в девятнадцатом веке такими стойкими женщинами, как Сьюзен Б. Энтони и Элизабет Кейди Стэнтон, берет свое начало в аболиционистском движении, но к началу двадцатого века цель Энтони по обеспечению всеобщего избирательного права была затмлена почти повсеместным расизмом в США. Хотя ранее суфражисты считали, что эти два вопроса могут быть связаны, принятие Четырнадцатой поправки и Пятнадцатой поправки заставило разделить права афроамериканцев и избирательное право для женщин, отдав приоритет избирательным правам для чернокожих мужчин, а не всеобщему избирательному праву для всех мужчин и женщин. В 1903 году NAWSA официально приняла платформу прав штатов, которая была призвана успокоить и привлечь в свои ряды суфражистские группы Юга США. Среди подписавших заявление были Сьюзен Б. Энтони, Кэрри Чепмен Кэтт и Анна Говард Шоу.

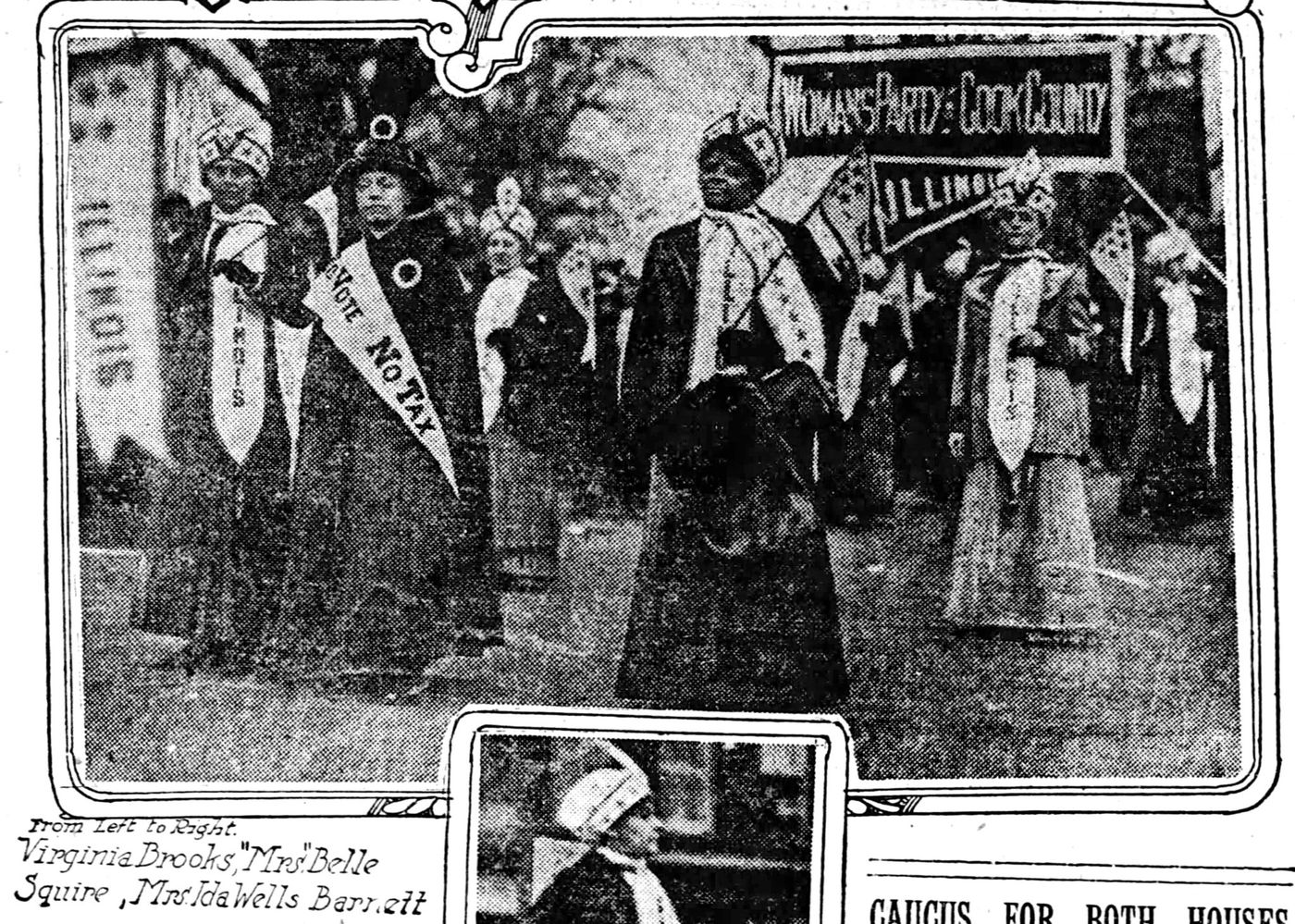
Ида Б. Уэллс-Барнетт маршировала с делегацией своего штата, несмотря на то, что ей сказали маршировать с другими чернокожими в другой секции.

С распространением сегрегации по всей стране и в рамках таких организаций, как NAWSA, чернокожие создали свои собственные группы активистов для борьбы за свои равные права. Многие из них имели высшее образование и возмущались тем, что их не допускают к политической власти. Пятидесятая годовщина прокламации об эмансипации, изданной президентом Авраамом Линкольном в 1863 году, также выпала на 1913 год, что дало им ещё больше стимулов для участия в параде за избирательное право. Нелли Квандер из Альфа Каппа Альфа — старейшего в стране чёрного женского общества — попросила выделить место в секции женщин колледжа для женщин Говардского университета. Хотя было два письма, обсуждающих этот вопрос, в письме от 17 февраля 1913 года обсуждается желание, чтобы женщины Говардского университета получили желаемое место в марше, а также упоминается переписка и просьбы от члена сестринства АКА, лидера парада за избирательное право, вице-президента NAWSA и назначившей Пол и Бернс организаторами парада Джейн Аддамс. Эти письма были продолжением дискуссии, начатой Пол и инициированной Элизой Хилл, когда Хилл по просьбе Пол отправилась в Говардский университет, чтобы завербовать женщин Говардского университета. В группу Университета Говарда входили: «Художник, одна — миссис Мэй Говард Джексон; преподаватели колледжа, шесть — Мэри Чёрч Террелл, миссис Дэниел Мюррей, мисс Джорджия Симпсон, мисс Шарлотта Стюард, мисс Гарриет Шадд, мисс Берта Макниэл; учительница, одна — мисс Кэдди Парк; музыкант, одна — миссис Харриетт Г. Маршалл; две — доктор Аманда В. Грей, доктор Ева Росс. Делегация Иллинойса — миссис Ида Уэллс Барнетт; Мичигана — миссис Маккой из Детройта, которая несла знамя; делегация Говардского университета — группа из двадцати пяти девушек в шапочках и платьях; домохозяйки — миссис Даффилд, которая несла знамя Нью-Йорка, миссис М. Д. Батлер, миссис Кэрри У. Клиффорд». Одна обученная медсестра, имя которой не удалось выяснить, маршировала, а старая няня была выведена делегацией штата Делавэр.
Но уроженец Виргинии Гарденер попыталась убедить Пол, что включение чернокожих будет плохой идеей, поскольку делегации южан угрожали отказаться от участия в марше. Пол пыталась скрыть от прессы новости о чернокожих участниках марша, но когда группа Говардского университета объявила о своем намерении участвовать, в результате чего общественность узнала о конфликте. В газетном отчете говорится, что Пол сообщила некоторым чернокожим суфражистам, что NAWSA верит в равные права для «цветных женщин», но что некоторые женщины Юга, вероятно, будут возражать против их присутствия. Источник в организации настаивал, что официальная позиция заключалась в том, чтобы «разрешить неграм участвовать в марше, если они захотят». В устном историческом интервью 1974 года Пол вспомнила о «препятствии», которое возникло из-за плана Террелл провести марш, что расстроило делегации южан. По её словам, ситуация разрешилась, когда квакер, возглавлявший мужскую секцию, предложил мужчинам пройти маршем между южными группами и группой Говардского университета.
Хотя, по воспоминаниям Пол, был достигнут компромисс, согласно которому парад должен был проходить в порядке южных женщин, затем мужской секции и, наконец, негритянской женской секции, отчеты в газете NAACP, The Crisis, изображают события, разворачивающиеся совершенно иначе, с протестом черных женщин против плана их сегрегации. Ясно лишь то, что некоторые группы попытались в день парада разделить свои делегации. Например, распоряжение председателя секции делегации штата Женевьевы Стоун, сделанное в последнюю минуту, вызвало дополнительные волнения, когда она попросила единственного чернокожего члена делегации Иллинойса Иду Б. Уэллс-Барнетт маршировать с разделенной чёрной группой в конце парада. Некоторые историки утверждают, что Пол сама попросила об этом, хотя после официального решения NAWSA это кажется маловероятным. Уэллс-Барнетт в конце концов присоединилась к делегации Иллинойса, когда процессия двинулась по проспекту. В итоге чернокожие женщины прошли маршем в составе делегаций нескольких штатов, включая Нью-Йорк и Мичиган. Некоторые присоединились к своим коллегам по профессиональным группам. На многих платформах ехали чернокожие мужчины. Зрители не относились к чернокожим участникам иначе, чем к белым.

### Новая женщина
Понятие «Новая женщина» появилось в конце девятнадцатого века для характеристики все более независимой активности женщин, особенно молодого поколения. По словам одного из исследователей, «Новая женщина стала ассоциироваться с подъемом феминизма и кампанией за избирательное право женщин, а также с подъемом потребительского стиля, массовой культуры и более свободным выражением сексуальности, которые определили первые десятилетия 20-го века».
Перемещение женщин в общественные места выражалось по-разному. В конце 1890-х годов езда на велосипеде стала новым популярным занятием, которое повысило мобильность женщин, хотя и свидетельствовало об отказе от традиционных представлений о слабости и хрупкости женщин. Сьюзен Б. Энтони заявляла, что велосипед «сделал больше для эмансипации женщин, чем что-либо другое в мире». Элизабет Кейди Стэнтон говорила, что «Женщина едет к избирательному праву на велосипеде».
Активистки проводили кампании за избирательное право способами, которые многие все ещё считали «неженскими», например, маршируя на парадах и произнося речи на улицах. В Нью-Йорке в 1912 году суфражистки организовали двенадцатидневный 170-мильный «Поход в Олбани», чтобы доставить петиции об избирательном праве новому губернатору. В 1913 году суфражистская «Армия Гудзона» прошла 250 миль от Нью-Йорка до Вашингтона за шестнадцать дней, получив национальную известность.

### Новые суфражистские организации

#### Лига равного избирательного права колледжа
Когда Мод Вуд Парк посетила съезд NAWSA в 1900 году, она оказалась там практически единственной молодой женщиной. Вернувшись в Бостон, она с помощью выпускницы Рэдклиффа Инес Хейнс Ирвин создала Лигу равного избирательного права в колледже и присоединила её к NAWSA. Во многом благодаря усилиям Парк подобные группы были организованы в кампусах 30 штатов, что привело к созданию Национальной лиги равного избирательного права в колледжах в 1908 году.

#### Лига равенства самообеспечивающихся женщин
Драматическая тактика воинствующего крыла британского суфражистского движения начала оказывать влияние на движение в США. Гарриет Стэнтон Блатч, дочь Элизабет Кейди Стэнтон, вернулась в США после нескольких лет жизни в Англии, где она была связана с суфражистскими группами, находившимися на ранних стадиях воинствующего движения. В 1907 году она основала Лигу равенства самообеспечивающихся женщин, позже названную Женским политическим союзом, членами которого были работающие женщины-представители различных сфер. Лига равенства положила начало практике проведения парадов избирательного права и организовала первые за тридцать лет митинги избирательного права под открытым небом. В этих парадах приняли участие до 25 000 человек.

#### Национальная женская партия
После того как в 1890 году две конкурирующие избирательные организации объединились в NAWSA, работа по принятию общенациональной избирательной поправки была резко свернута в пользу избирательных кампаний на уровне штатов. Интерес к национальной поправке к избирательному праву был возрожден в основном Элис Пол. В 1910 году она вернулась в США из Англии, где она была частью воинствующего крыла избирательного движения. Там Пол сидела в тюрьме и перенесла принудительное кормление после голодовки. В январе 1913 года она прибыла в Вашингтон в качестве председателя Комитета Конгресса NAWSA, которому было поручено возродить движение за принятие поправки к конституции, которая предоставила бы женщинам право голоса. Она и её коллега Люси Бернс организовали парад избирательного права в Вашингтоне за день до инаугурации Вудро Вильсона на пост президента. Противники шествия превратили мероприятие почти в беспорядки, которые закончились только после того, как для восстановления порядка было привлечено кавалерийское подразделение армии. Возмущение общественности этим инцидентом, который стоил начальнику полиции работы, придало движению огласку и новый импульс. В 1914 году Пол и её последователи стали называть предложенную поправку о избирательном праве «поправкой Сьюзен Б. Энтони», это название было широко распространено.
Пол утверждала, что, поскольку демократы не будут предпринимать действий по предоставлению женщинам избирательных прав, несмотря на то, что они контролируют президентский пост и обе палаты Конгресса, суфражистское движение должно добиваться поражения всех кандидатов-демократов, независимо от позиции отдельного кандидата по вопросам избирательного права. Для реализации этого подхода она и Бернс создали отдельную лоббистскую группу под названием «Союз Конгресса». Не согласившись с этим, NAWSA в 1913 году отказалась от поддержки группы Пола и продолжила свою практику поддержки любого кандидата, поддерживающего избирательное право, независимо от политической партии. В 1916 году Блэтч объединила свой Женский политический союз с Союзом конгресса Пола.
В 1916 году Пол создала Национальную женскую партию (NWP). И снова женское движение раскололось, но на этот раз результатом стало нечто похожее на разделение труда. NAWSA улучшила свой имидж респектабельности и занялась высокоорганизованным лоббированием как на национальном уровне, так и на уровне штатов. Более мелкая NWP также занималась лоббированием, но становилась все более известной благодаря драматическим и конфронтационным акциям, чаще всего в столице страны. Одной из форм протеста были сторожевые костры, на которых сжигались копии речей президента Вильсона, часто у Белого дома или в близлежащем парке Лафайет. NWP продолжала устраивать костры даже после начала войны, вызывая критику со стороны общественности и даже других суфражистских групп за непатриотичность.

#### Конференция женщин-суфражисток южных штатов
Лидеры южной стратегии NAWSA начали обретать свой собственный голос к 1913 году, когда Кейт Гордон из Луизианы и Лора Клей из Кентукки сформировали Конференцию женщин-суфражисток южных штатов (SSWSC). Суфражистки из SSWSC предпочли работать в рамках обычаев Джима Кроу в своих штатах и открыто говорили о том, как предоставление белым женщинам избирательных прав будет способствовать социально-экономической и политической работе, присущей господству белой расы. Чтобы прояснить, как их политическая идеология вписывается во все более жесткий статус-кво сегрегации, они издавали газету New Southern Citizen с девизом: «Сделаем южные штаты белыми». SSWSC все больше расходилась с NAWSA и её основной целью было добиться принятия федеральной поправки. Однако большинство южных суфражистов не соглашались с этим и продолжали работать в сотрудничестве с NAWSA. Гордон активно выступала против Девятнадцатой поправки, так как теоретически она могла бы предоставить права и афроамериканским женщинам.Это, как заявила Лора Клей в дебатах с президентом Ассоциации равных прав Кентукки Маделин Макдауэлл Брекинридж, воскресило бы призрак вмешательства эпохи Реконструкции и привело бы к усилению федерального контроля за выборами на Юге.

### Периодические издания о суфражизме
В 1868 году Стэнтон и Энтони основали шестнадцатистраничную еженедельную газету под названием «Революция». Она была посвящена в основном правам женщин, особенно избирательному праву, но также освещала политику, рабочее движение и другие темы. Энергичный и широкий стиль газеты обеспечил ей долговременное влияние, но её долги росли, когда она не получала финансирования, на которое они рассчитывали, и им пришлось передать газету в другие руки всего через двадцать девять месяцев. Их организация, NWSA, впоследствии зависела от других периодических изданий, таких как The National Citizen и Ballot Box под редакцией Матильды Джослин Гейдж и The Woman’s Tribune под редакцией Клары Бьюик Колби, для представления своей точки зрения.
В 1870 году, вскоре после образования AWSA, Люси Стоун запустила восьмистраничную еженедельную газету «Woman’s Journal», чтобы отстаивать права женщин, особенно избирательное право. Лучше финансируемая и менее радикальная, чем «Революция», газета просуществовала гораздо дольше. К 1880-м годам она стала неофициальным рупором суфражистского движения в целом. В 1916 году NAWSA приобрела «Woman’s Journal» и потратила значительную сумму денег на его развитие. Журнал был переименован в «Woman Citizen» и объявлен официальным органом NAWSA.
Элис Пол начала издавать газету под названием The Suffragist в 1913 году, когда она ещё состояла в NAWSA. Редактором восьмистраничного еженедельника стала Рета Чайлд Дорр, опытная журналистка.

### Переломный момент
Новая Зеландия предоставила женщинам право голоса в 1893 году, став первой страной, сделавшей это на общенациональной основе. В США женщины получили право голоса в штатах Вашингтон в 1910 году; Калифорния в 1911 году; Орегон, Канзас и Аризона в 1912 году; и Иллинойс в 1913 году. Некоторые штаты разрешили женщинам голосовать на школьных выборах, муниципальных выборах или на выборах членов коллегии выборщиков. Некоторые территории, такие как Вашингтон, Юта и Вайоминг, разрешили женщинам голосовать до того, как они стали штатами. Поскольку женщины голосовали во все большем количестве штатов, конгрессмены из этих штатов стали поддерживать национальную поправку об избирательном праве и уделять больше внимания таким вопросам, как детский труд.
Реформаторские кампании прогрессивной эпохи укрепили избирательное движение. Начиная с 1900 года, это широкое движение зародилось на базовом уровне с такими целями, как борьба с коррупцией в правительстве, искоренение детского труда, защита рабочих и потребителей. Многие его участники рассматривали избирательное право женщин как ещё одну прогрессивную цель, и они верили, что включение женщин в число избирателей поможет их движению достичь других целей. В 1912 году Прогрессивная партия, созданная Теодором Рузвельтом, поддержала избирательное право для женщин. Социалистическое движение поддержало избирательное право для женщин в некоторых областях.
К 1916 году избирательное право для женщин стало главным национальным вопросом, а NAWSA превратилась в крупнейшую в стране добровольную организацию с двумя миллионами членов. В 1916 году съезды Демократической и Республиканской партий одобрили избирательное право для женщин, но только на уровне отдельных штатов, подразумевая, что различные штаты могут реализовать избирательное право по-разному или (в некоторых случаях) вообще не реализовать. Ожидая большего, Кэтт созвала чрезвычайный съезд NAWSA и предложила то, что стало известно как «План победы». В течение нескольких лет NAWSA фокусировалась на достижении избирательного права на уровне отдельных штатов, отчасти для того, чтобы удовлетворить членов из южных штатов, которые выступали против идеи национальной поправки об избирательном праве, считая её ущемлением прав штатов. В стратегическом плане съезд 1916 года одобрил предложение Кэтт сделать национальную поправку приоритетом для всей организации. Он уполномочил исполнительный совет определить план работы по достижению этой цели для каждого штата и взять на себя эту работу, если организация штата откажется её выполнять.
В 1917 году Кэтт получила от миссис Фрэнк (Мириам) Лесли завещанные 900 000 долларов, которые должны были быть использованы для женского избирательного движения. Кэтт сформировала Комиссию Лесли по вопросам женского избирательного права для распределения средств, большая часть которых пошла на поддержку деятельности NAWSA в решающий для избирательного движения момент.
В январе 1917 года NWP выставила пикеты у Белого дома, который до этого никогда не пикетировался, с транспарантами, требующими избирательного права для женщин. Напряжение усилилось в июне, когда к Белому дому подъехала российская делегация, и члены NPW развернули транспарант, гласивший: «Мы, женщины Америки, говорим вам, что Америка не является демократией. Двадцати миллионам американских женщин отказано в праве голоса. Президент Вильсон является главным противником их национального избирательного права». В августе на другом транспаранте говорилось о «кайзере Вильсоне» и сравнивалось бедственное положение немецкого народа с положением американских женщин.
Некоторые из зрителей, включая толпы пьяных мужчин, приехавших в город на вторую инаугурацию Вудро Вильсона, отреагировали агрессивно, вырвав знамена из рук пикетчиков. Полиция, действия которой до этого были сдержанными, начала арестовывать пикетчиков за блокирование тротуара. В итоге было арестовано более 200 человек, около половины из которых были отправлены в тюрьму. В октябре Элис Пол была приговорена к семи месяцам тюремного заключения. Когда она и другие заключенные-суфражисты начали голодовку, тюремные власти кормили их насильно. Негативная огласка, вызванная этой жестокой практикой, усилила давление на администрацию, которая капитулировала и освободила всех заключенных.
Вступление США в Первую мировую войну в апреле 1917 года оказало значительное влияние на избирательное движение. Чтобы заменить мужчин, ушедших в армию, женщины пришли на рабочие места, на которые традиционно не нанимали женщин, например, на сталелитейные заводы и нефтеперерабатывающие предприятия. NAWSA сотрудничала с военными организациями, а Кэтт и Шоу работали в Женском комитете Совета национальной обороны. NWP, напротив, не предпринимала никаких шагов для сотрудничества с военными организациями. Джанет Рэнкин, избранная в 1916 году от штата Монтана первой женщиной в Конгрессе, была одним из пятидесяти членов Конгресса, проголосовавших против объявления войны.
В ноябре 1917 года референдум о предоставлении женщинам избирательных прав в Нью-Йорке — в то время самом густонаселенном штате страны — прошёл со значительным перевесом. В сентябре 1918 года президент Вильсон выступил в Сенате, призывая одобрить поправку об избирательном праве в качестве военной меры, заявив: «Мы сделали женщин партнерами в этой войне; неужели мы должны признать их только партнерами по страданиям, жертвам и труду, но не партнерами по привилегиям и праву?». На выборах 1918 года, несмотря на угрозу испанского гриппа, ещё три штата (Оклахома, Южная Дакота и Мичиган) приняли инициативы по предоставлению женщинам избирательных прав, а два действующих сенатора (Джон У. Уикс из Массачусетса и Уиллард Солсбери-младший из Делавэра) проиграли кампании по переизбранию из-за своей оппозиции избирательному праву. К концу 1919 года женщины фактически могли голосовать за президента в штатах с 326 избирательными голосами из общего числа 531. Политические лидеры, убедившиеся в неизбежности женского избирательного права, начали оказывать давление на местных и национальных законодателей, чтобы те поддержали его, чтобы их соответствующая партия могла заявить об этом на будущих выборах.
Война послужила катализатором расширения избирательного права в нескольких странах, где женщины получили право голоса после многолетней кампании, частично в знак признания их поддержки военных действий, что ещё больше усилило давление на избирательное право в США. Около половины женщин в Великобритании получили избирательные права к январю 1918 года, также как и женщины в большинстве канадских провинций, главным исключением был Квебек.

### Девятнадцатая поправка
Первая мировая война оказала глубокое влияние на избирательное право женщин во всех воюющих сторонах. Женщины играли важную роль на фронте, и многие страны признали их жертвы, предоставив им право голоса во время или вскоре после войны, включая США, Великобританию, Канаду (кроме Квебека), Данию, Австрию, Нидерланды, Германию, Россию, Швецию; Ирландия ввела всеобщее избирательное право после обретения независимости. Франция почти сделала это, но остановилась. Несмотря на конечный успех, такие группы, как Национальная женская партия, которые продолжали воинственные протесты в военное время, подвергались критике со стороны других групп избирательного права и общественности, которая считала это непатриотичным.
12 января 1915 года законопроект об избирательном праве был вынесен на рассмотрение Палаты представителей, но был провален 204 голосами против 174 (демократы: 170 — «за» и 85 — «против»; республиканцы: 81 — «против» и 34 — «за»; прогрессисты: 6 — «против»). Президент Вудро Вильсон воздерживался, пока не убедился в поддержке Демократической партии; референдум 1917 года в штате Нью-Йорк в пользу избирательного права оказался для него решающим. Когда в январе 1918 года на рассмотрение Палаты представителей был вынесен другой законопроект, Вильсон обратился к Палате с решительным и широко опубликованным призывом принять законопроект. Бэт Бэн утверждает:
Национальная американская ассоциация суфражисток, а не Национальная женская партия, сыграла решающую роль в обращении Вильсона к делу принятия федеральной поправки, потому что ее подход отражал его собственное консервативное видение подходящего метода реформы: добиться широкого консенсуса, разработать законное обоснование и придать вопросу политическую ценность. Кроме того, я утверждаю, что Вильсон сыграл важную роль в успешном принятии Конгрессом и ратификации 19-й поправки на национальном уровне.
Поправка была принята двумя третями голосов в Палате представителей, не хватило всего одного голоса. Затем голосование было перенесено в Сенат. Президент Вильсон снова выступил с призывом, но 30 сентября 1918 года поправке не хватило двух голосов до двух третей, необходимых для принятия: 53 — «против» и 31 — «за» (республиканцы: 27- «против» и 10 — «за», демократы: 26 — «против» и 21 — «за»). 10 февраля 1919 года она снова была поставлена на голосование, и тогда она проиграла всего один голос, 54 — «против» и 30 — «за» (республиканцы: 30 — «против» и 12 — «за», демократы 24 — «против» и 18 — «за»).
Политики обеих партий очень хотели, чтобы поправка была принята и вступила в силу до всеобщих выборов 1920 года, поэтому президент созвал специальную сессию Конгресса, и законопроект, вносящий поправку, был снова вынесен на рассмотрение Палаты представителей. 21 мая 1919 года он был принят 304 голосами «за» и «против» — 89 (республиканцы: 200 — «за» и 19 — «против», демократы: 102 — «за» и 69 — «против», профсоюзы: 1 «за», сторонники запрета: 1 «за»), на 42 голоса больше, чем нужно. 4 июня 1919 года поправка была вынесена на рассмотрение Сената, и после длительного обсуждения была принята 56 голосами «за» и 25 — «против» (республиканцы: 36 «за» и 8 — «против», демократы: 20 «за» и 17 — «против»). В течение нескольких дней Иллинойс, Висконсин и Мичиган ратифицировали поправку, их законодательные органы в то время были на сессии. Другие штаты последовали этому примеру с регулярной скоростью, пока поправка не была ратифицирована 35 из необходимых 36 законодательных органов штатов. После Вашингтона 22 марта 1920 года ратификация затянулась на несколько месяцев. Наконец, 18 августа 1920 года Теннесси с небольшим перевесом ратифицировал Девятнадцатую поправку, сделав её законом на всей территории США. Таким образом, выборы 1920 года стали первыми президентскими выборами в США, на которых женщинам было разрешено голосовать во всех штатах.
Три других штата, Коннектикут, Вермонт и Делавэр, приняли поправку к 1923 году. За ними последовали и другие штаты на юге. Почти двадцать лет спустя Мэриленд ратифицировал поправку в 1941 году. Спустя ещё десять лет, в 1952 году, Вирджиния ратифицировала Девятнадцатую поправку, за ней последовала Алабама в 1953 году. Спустя ещё 16 лет Флорида и Южная Каролина подали необходимые для ратификации голоса в 1969 году, за ними через два года последовали Джорджия, Луизиана и Северная Каролина.
Миссисипи ратифицировала Девятнадцатую поправку только в 1984 году, через шестьдесят четыре года после принятия закона на национальном уровне.

## Влияние Девятнадцатой поправки

### В США
Политики реагировали на вновь расширившийся электорат, делая акцент на вопросах, представляющих особый интерес для женщин, особенно на вопросах запрета, здоровья детей, государственных школ и мира во всем мире. Женщины действительно реагировали на эти вопросы, но в плане общего голосования они имели такие же взгляды и такое же поведение при голосовании, как и мужчины. Кэрри Чепмен Кэтт, президент Национальной американской ассоциации женщин-суфражисток, заявила:
Чтобы убрать слово "мужчина" из Конституции, женщинам страны потребовалось пятьдесят два года беспрерывной кампании... За это время они были вынуждены провести пятьдесят шесть кампаний референдумов среди избирателей-мужчин; 480 кампаний, чтобы заставить законодательные органы представить избирателям поправки об избирательном праве; 47 кампаний, чтобы заставить конституционные конвенты штатов записать избирательное право для женщин в конституции штатов; 277 кампаний, чтобы заставить партийные конвенты штатов включить в них предложения об избирательном праве для женщин; 30 кампаний, чтобы заставить президентские партийные конвенты принять предложения об избирательном праве для женщин в партийных платформах, и 19 кампаний в 19 сменяющих друг друга Конгрессах. Миллионы долларов были собраны, в основном небольшими суммами, и потрачены с экономической осторожностью. Сотни женщин отдали накопленные возможности целой жизни, тысячи - годы своей жизни, сотни тысяч - постоянный интерес и посильную помощь".
Организация избирательного права NAWSA стала Лигой женщин-избирателей, а Национальная женская партия Элис Пол начала лоббировать полное равенство и поправку о равных правах, которая будет принята Конгрессом во время второй волны женского движения в 1972 году (но она не была ратифицирована и не вступила в силу). Основной всплеск голосования женщин пришёлся на 1928 год, когда машины больших городов поняли, что им нужна поддержка женщин для избрания Эла Смита, в то время как сельские засушливые районы мобилизовали женщин для поддержки сухого закона и голосования за республиканца Герберта Гувера. Женщины-католички неохотно голосовали в начале 1920-х годов, но они зарегистрировались в очень большом количестве на выборах 1928 года — первых, на которых католицизм был главным вопросом. Несколько женщин были избраны в органы власти, но ни одна из них не стала особенно заметной в этот период. В целом, движение за права женщин в 1920-е годы заметно снизилось.
Принятие Девятнадцатой поправки на практике не обеспечило избирательное право всем женщинам в США. Права женщин на публичную идентичность были ограничены общепринятой практикой кавертюра. Поскольку женщины не были самостоятельными гражданами, а замужние женщины должны были принимать гражданство и требования к месту жительства своих супругов, многие женщины после замужества не имели избирательных прав. Закон о натурализации 1790 года предоставил право стать гражданином любому свободному белому человеку, отвечающему требованиям к характеру и месту жительства, а 14-я поправка распространила гражданство на тех, кто родился в США, включая афроамериканцев. Решения Верховного суда допускали расовые ограничения на натурализацию людей, которые не были ни черными, ни белыми.Это означало, что латиноамериканцам, азиатам и восточноевропейцам, среди прочих групп, в разное время было запрещено становиться гражданами. Исключения по расовому признаку распространялись и на коренных американок, живущих в резервациях, до принятия в 1924 году Закона о гражданстве индейцев. В результате, если американка выходила замуж за человека, который не имел права на натурализацию, до принятия Кабельного закона 1922 года и различных поправок, она теряла свое гражданство.
Поскольку Конституция США предоставляет штатам право определять, кто имеет право голосовать на выборах, до принятия Закона об избирательных правах 1965 года законодательные различия между штатами приводили к тому, что гражданские права женщин в федеральной системе сильно отличались в зависимости от их места жительства. Ограничения по грамотности, моральному облику и способности платить налог на голосование использовались для законного исключения женщин из числа избирателей. Большое количество афроамериканских женщин, как и мужчин, по-прежнему были лишены избирательного права в южных штатах. Латиноамериканцы и женщины, не говорящие по-английски, регулярно исключались требованиями грамотности в северных штатах, а многие бедные женщины, независимо от расы, не имели возможности платить избирательные налоги. Поскольку заработная плата замужних женщин и законный доступ к деньгам контролировались их мужьями, многие замужние женщины не имели возможности платить избирательные налоги. В 1940 году женщины США получили свой собственный правовой статус граждан, и были приняты меры для женщин, которые ранее потеряли свое гражданство через брак, чтобы они могли восстановить его.

### Женщины коренных американских народов
Раннее женское избирательное движение черпало вдохновение в политическом эгалитаризме ирокезского общества. Женщины и мужчины из числа коренных американцев номинально получили право голоса в 1924 году после принятия Закона о гражданстве индейцев. Несмотря на это, до 1950-х годов некоторые штаты запрещали коренным американцам голосовать, если они не приняли культуру и язык американского общества, не отказались от членства в племени или не переехали в городские районы. Всеобщее избирательное право не было гарантировано на практике до принятия Закона об избирательных правах 1965 года. Избиратели в стране индейцев продолжают сталкиваться с определёнными препятствиями для участия в политической жизни.

### На территориях США
На момент принятия 19-й поправки Пуэрто-Рико и Виргинские острова были неинкорпорированными территориями США. Суфражисты считали, что женщины на Виргинских островах были лишены избирательных прав, когда датчане расширили избирательное право в 1915 году, поскольку в то время Датская Вест-Индия была их владением. Аналогично, поскольку пуэрториканцы были признаны гражданами США в 1917 году, предполагалось, что избирательное право было распространено и на них с принятием 19-й поправки. После вопроса о применимости этой поправки в Пуэрто-Рико губернатор Артур Ягер получил разъяснение от Бюро по делам островных территорий, что её принятие или ратификация в штатах не предоставит женщинам избирательного права в Пуэрто-Рико, поскольку остров не имеет статуса инкорпорированного. В 1921 году Верховный суд США разъяснил, что конституционные права не распространяются на жителей двух территорий, как они были определены в Пуэрто-Рико Органическим законом 1900 года и на Виргинских островах Датским колониальным законом 1906 года.
Суфражисты и их сторонники безуспешно вносили законопроекты о предоставлении избирательных прав в законодательные органы Пуэрто-Рико в 1919, 1921 и 1923 годах. В 1924 году Милагрос Бенет де Мьютон подала в суд на избирательную комиссию за отказ в регистрации. В своем иске она утверждала, что как гражданке США ей должно быть разрешено голосовать в соответствии с Конституцией США, поскольку законы территории не могут противоречить законам США. Верховный суд Пуэрто-Рико постановил, что закон о выборах не является дискриминационным, поскольку пуэрториканцам не разрешается голосовать за федеральных выборщиков, и что территория, как и американские штаты, сохраняет право определять, кто имеет право голосовать. Ещё один провалившийся законопроект в 1927 году заставил Бенет и женщин, участвовавших в работе Панамериканской женской ассоциации, оказать давление на Конгресс США с требованием предоставить пуэрто-риканским женщинам избирательные права. Когда в 1928 году законопроект вышел из комитета и был назначен на голосование в Палате представителей США, пуэрто-риканские законодательные органы поняли, что если они не расширят избирательные права, то это сделает федеральное правительство. 16 апреля 1929 года они приняли законопроект об ограниченном избирательном праве, ограничивающий избирательные права грамотных женщин. Окончательно всеобщее избирательное право было достигнуто в Пуэрто-Рико в 1936 году, когда законопроект, представленный Социалистической партией в предыдущем году, получил одобрение в законодательном органе островного государства.
На Виргинских островах США право голоса имели только грамотные мужчины, владеющие собственностью. Такие учителя, как Эдит Л. Уильямс и Милдред В. Андуз, добивались предоставления женщинам права голоса. В 1935 году Ассоциация учителей Сент-Томаса подала иск, оспаривая применимость 19-й поправки к жителям Виргинских островов. В ноябре 1935 года суд постановил, что Датский колониальный закон был неконституционным, поскольку он противоречил 19-й поправке[300], и что не было намерения ограничивать избирательные права только мужчинами. Чтобы проверить закон, Уильямс попыталась зарегистрироваться для голосования и призвала к этому других учителей, но их заявления были отклонены. Уильямс, Эулали Стивенс и Анна М. Вессуп, все грамотные, владеющие собственностью, обратились в суд с просьбой открыть выборы для квалифицированных женщин. 27 декабря судья Альберт Левитт вынес решение в пользу женщин, что привело к мобилизации избирателей на Сент-Крус и Сент-Джон.
Хотя Гуам был приобретен Соединёнными Штатами одновременно с Пуэрто-Рико, Конгресс США не распространял действие 19-й поправки на жителей Гуама до 1968 года. Конгресс также распространил её на Северные Марианские острова в 1976 году в соответствии с Марианским пактом. Хотя Конгресс США не подтвердил применимость Девятнадцатой поправки к Американскому Самоа, конституция территории подразумевает её применимость в данной юрисдикции.

### Изменения в составе избирателей
Хотя ограничение доступа на избирательные участки по признаку пола было признано неконституционным в 1920 году, женщины не приходили на избирательные участки в том же количестве, что и мужчины, до 1980 года. Широко используемый термин, отражающий стремление к равному представительству в правительстве, известен как «зеркальное представительство». Количество представителей того или иного пола в правительстве должно соответствовать доле этого пола в населении. С 1980 года и по настоящее время женщины голосуют на выборах как минимум в том же процентном соотношении, что и мужчины, а зачастую и больше. Эта разница в явке на выборы и предпочтениях мужчин и женщин известна как гендерный разрыв в голосовании. Гендерный разрыв в голосовании повлиял на политические выборы и, соответственно, на то, как кандидаты ведут предвыборную кампанию.

### Изменения в представительстве и государственных программах
После того как женщины получили право голоса, присутствие женщин в Конгрессе постепенно увеличивалось с 1920 года, особенно устойчивый рост наблюдался с 1981 года. Сегодня женщины все чаще выбирают политику в качестве карьеры. На уровне штатов и страны женщины привлекли внимание к гендерным темам, гендерному равенству и правам детей. Доля участия женщин выше на местном уровне власти.
В 1972 году Ширли Чисхолм стала первой женщиной, выдвинувшей свою кандидатуру на пост президента от Демократической партии.
В 1984 году Джеральдин Ферраро стала первой женщиной-кандидатом в вице-президенты, выдвинутой одной из ведущих партий.
В 2016 году Хиллари Клинтон стала первой женщиной-кандидатом в президенты, выдвинутой основной партией.
В 2019 году 25 из 100 сенаторов были женщинами, а 102 из 435 представителей — женщинами. Это похоже на средний мировой показатель; в мире в 2018 году чуть менее четверти представителей парламентов национального уровня были женщинами.
В 2021 году вице-президент Камала Харрис стала самой высокопоставленной женщиной в истории США, вступив в должность вместе с президентом Джо Байденом.

### Примечательное законодательство
Сразу же после ратификации Девятнадцатой поправки многие законодатели опасались, что в результате предоставления женщинам избирательных прав возникнет мощный женский блок. Закон Шеппарда-Таунера от 1921 года, который расширил услуги по охране материнства в 1920-х годах, был одним из первых законов, принятых в расчете на голоса женщин.
Раздел IX — это федеральный закон о гражданских правах, который был принят в 1972 году как часть (Раздел IX) Поправок к закону об образовании 1972 года. Он запрещает дискриминацию по половому признаку в любой школе или другой образовательной программе, получающей федеральные деньги.

### Социально-экономические эффекты
В работе Джона Лотта и Лоуренса В. Кенни, опубликованной в журнале Journal of Political Economy, было обнаружено, что женщины в целом голосуют за более либеральную политическую философию, чем мужчины. В статье делается вывод о том, что женщины, как оказалось, более склонны к риску, чем мужчины, и отдают предпочтение кандидатам или политикам, поддерживающим передачу богатства, социальное страхование, прогрессивное налогообложение и более крупное правительство.
Исследование 2020 года показало, что «воздействие избирательного права в детстве привело к значительному повышению уровня образования детей из неблагополучных слоев населения, особенно чернокожих и белых южан. Мы также обнаружили, что избирательное право привело к повышению доходов наряду с повышением уровня образования, хотя и не для чернокожих южан». Эти улучшения во многом обусловлены ростом расходов на образование, вызванным избирательным правом.

### «Гомосексуальность избирательного движения»
Во время празднования столетнего юбилея 19-й поправки к Конституции США, в научных кругах, занимающихся вопросами избирательного права, активно развернулась работа под названием Queering the suffrage movement. Венди Раус пишет: «Ученые уже начали „гомосексуализировать“ историю избирательного движения, деконструируя доминирующее повествование, которое было сосредоточено на историях элитных, белых суфражисток из высшего класса». Сьюзан Уэйр говорит: «Говорить об „очеловечивании суфражистского движения“ — значит определять его как пространство, где женщины чувствовали себя свободно, выражая широкий спектр гендерно неконформного поведения, включая, но не ограничиваясь сексуальным самовыражением, как в общественных, так и в частных условиях». Суфражистки бросали вызов гендерной одежде и поведению публично, например, Энни Тинкер (1884—1924) и доктор Маргарет «Майк» Чанг (1889—1959); они также бросали вызов гендерным нормам в частном порядке в би- или гомосексуальных отношениях, например, Афроамериканская активистка, писательница и организатор Союза Конгресса (позднее Национальная женская партия) Элис Данбар-Нельсон (1835—1935). Среди партнёров по «бостонскому браку» (женщин, состоящих в интимных долгосрочных отношениях с другими женщинами) были Кэрри Чепмен Кэтт с Мэри Гарретт Хэй, Джейн Аддамс с Мэри Розет Смит, Гейл Лафлин с доктором Мэри Остин Сперри. Другие известные суфражистские пары: Сьюзен Б. Энтони с Эмили Гросс, президент Национальной американской ассоциации суфражисток доктор Анна Говард-Шоу с племянницей Сьюзен Б. Энтони, Люси Энтони; Элис Стоун Блэквелл была «обручена» с Китти Барри. Многие лидеры Национальной женской партии сожительствовали с другими женщинами, участвовавшими в феминистской политике: Альма Лутц и Маргарита Смит, Жанетт Маркс и Мэри Вули, Мейбл Вернон и Консуэло Рейес. Также можно отметить значительные однополые отношения первого и второго вице-президентов NAWSA Джейн Аддамс и Софонисбы Брекенридж, соответственно, и хроническую тесную женскую дружбу Элис Пол. «Разоблачение» исторических феминисток не является целью queering the suffrage movement, но выявление широкого спектра гендерных идентичностей в рамках суфражистского движения свидетельствует о разнообразии тех, кто вносил свой вклад в это дело.